# Moravská orlice

Znak Moravy – moravská orlice

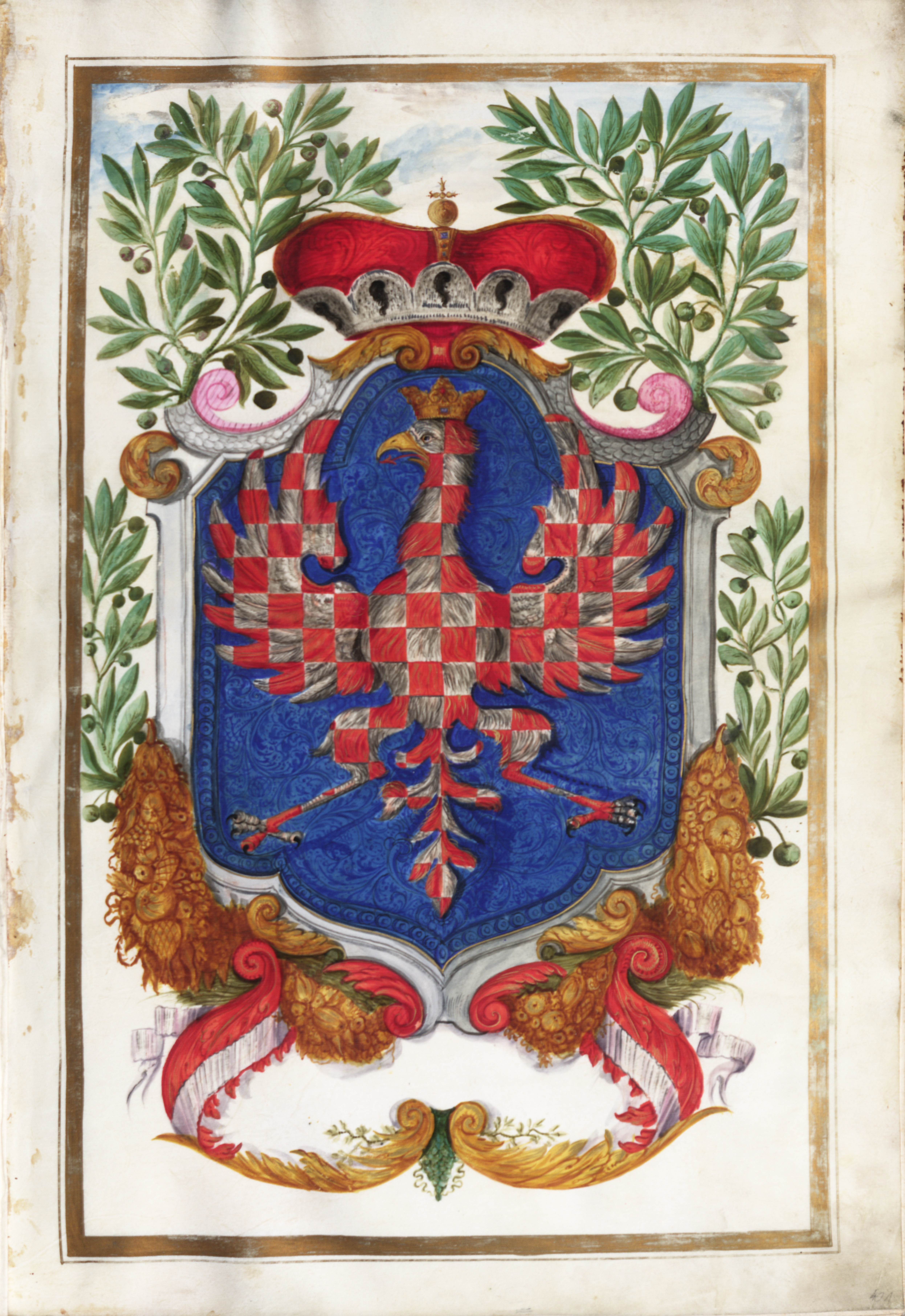
Moravský zemský znak v trhovém kvaternu hradišťského kraje založeném v roce 1683

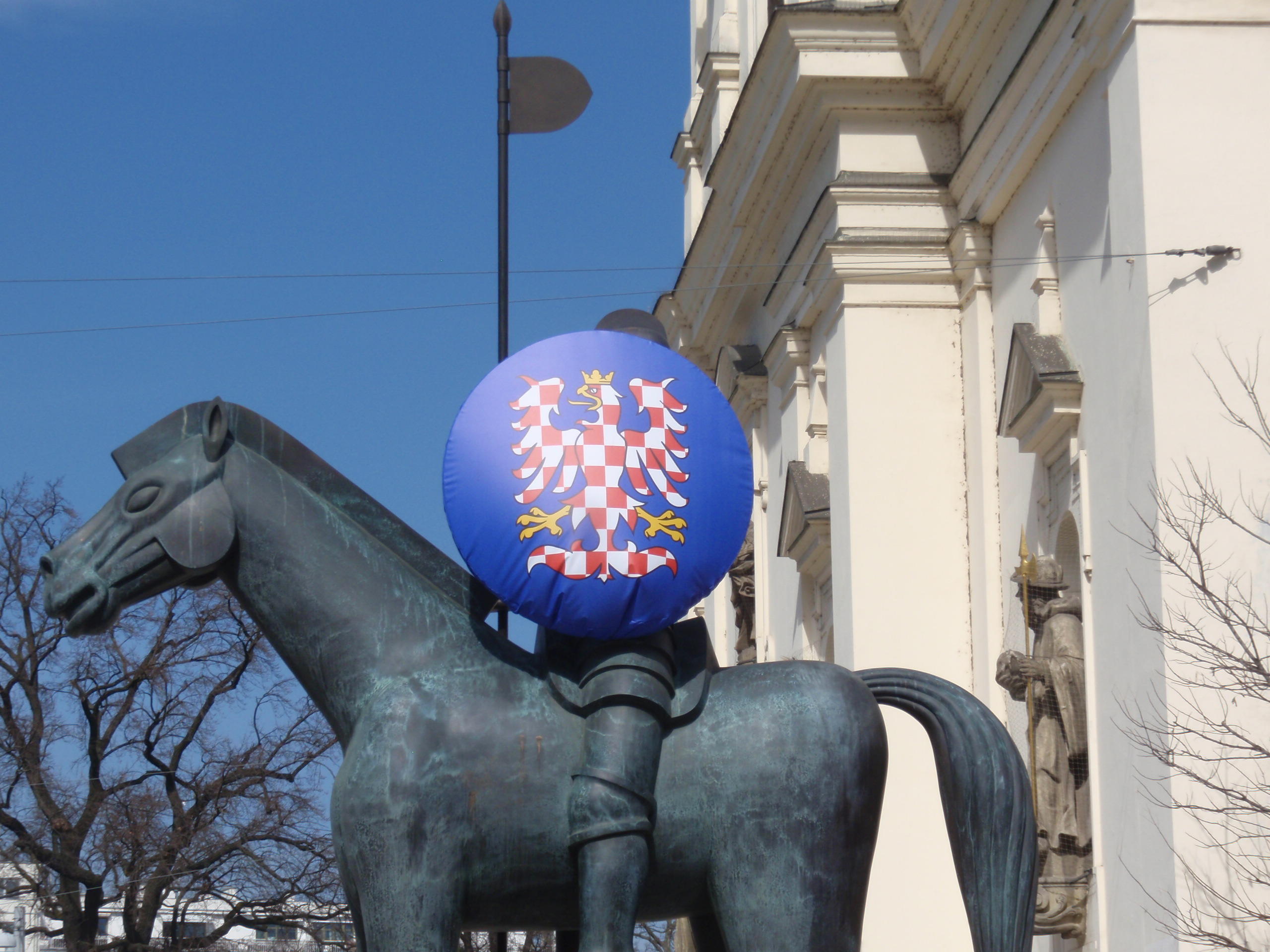
Jezdecká socha Jošta Moravského (též Lucemburského) na Moravském náměstí v Brně. Kulatý štít držený rytířem byl 26. března 2021 opatřen moravským znakem. Představitelé města Brna jím připomněli Sčítání lidu, domů a bytů 2021. Socha Odvahy ponese moravský znak i 5. července 2021 na znamení toho, že Den slovanských věrozvěstů Cyrila a Metoděje je v moravské metropoli chápán jako mimořádně významná událost.

Moravská orlice ve své současné podobě byla vytvořena v polovině 13. století Přemyslem Otakarem II., když se tento moravský markrabě stal českým králem a vedle stříbrného českého (původně moravského) lva v červeném poli začal (nově) užívat stříbrno-červeně šachovanou moravskou orlici v modrém poli.
Stříbrno-červeně šachovaná orlice se zlatou korunou a zbrojí (tj. zobákem, jazykem a pařáty) na modrém štítě je v této a pozdější době zachycena uměleckými díly i úředními dokumenty.

## Nejstarší barevná vyobrazení moravské orlice

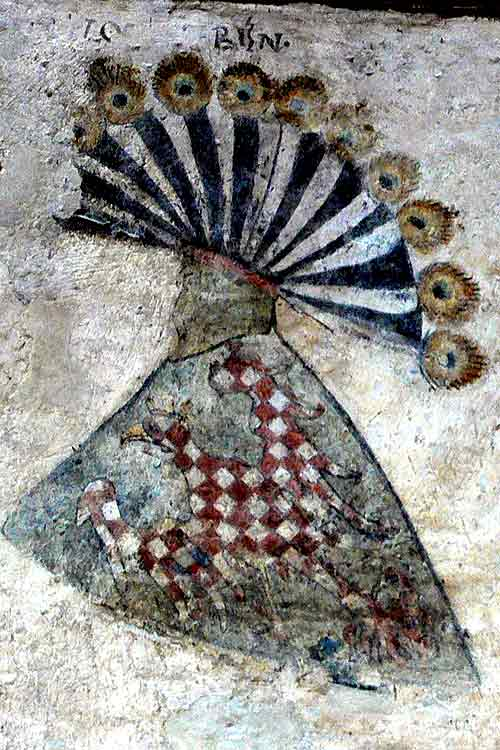
Nejstarší dochované barevné vyobrazení znaku markraběcí Moravy (Gozzoburg)

Nejstarší barevné vyobrazení moravské orlice se nachází v sále městského hradu (paláce) Gozzoburgu v Kremži, neboť Přemysl Otakar II. vládl nad Rakouskými zeměmi.
Nejpozději od lucemburské doby byla orlice se stříbrnočerveným šachováním považována za zemský znak Moravy. Podle některých badatelů tyto barvy byly odvozeny od barev českého lva (stříbrný lev na červeném štítě) a vyjadřovaly spojitost Moravy s českým králem a českou monarchií.

### Původ šachování moravské orlice
Moravská orlice se od mnoha jiných v heraldice se vyskytujících se orlic liší svým osobitým šachováním (aquila scacata), či podle heraldické terminologie někdy též kostkováním (aquila tesserata). V barokním uměleckém provedení je šachování pojato jako routování. O vysvětlení původu šachování orlice se již pokusila řada badatelů.

#### Teorie Bartoloměje Paprockého z Hlohol a Paprocké Vůle
Tomáš Jan Pešina z Čechorodu ve svém díle Prodromus Moravographiae z roku 1663 šachování moravské orlice odvodil od chorvatského znaku. Neudělal však tehdy nic jiného, než že přebral vysvětlení moravského genealoga a heraldika Bartoloměje Paprockého z Hlohol a Paprocké Vůle, jenž koncem 16. století v Zrcadle slavného Markrabství moravského zveřejnil mýtus o příchodu Moravanů z Charvátské země, kde spojil šachování ve znaku chorvatských králů se šachováním moravské orlice. Bartoloměj Paprocký z Hlohol a Paprocké Vůle došel k závěru, že „Na erb orla, který náleží slavnému Markrabství moravskému má býti orel bílý na červené šachovnici na štítu modrém na znamení toho, že předkové těchto krajin vyšli z Charvátské země a erb svuoj otcovský s nabytým erbem orlem v jedno složili.“.

#### Teorie Rostislava Nového
S ohledem na státoprávní vývoj od patrimoniální k stavovské monarchii se snažil odvodit šachování orlice od tinktur obsažených v pozdějším znaku Čech (stříbrná a červená obsažená ve znaku dvouocasého lva) Rostislav Nový v syntéze K počátkům feudální monarchie v Čechách (K počátkům českého znaku) II. Uvažoval, že markrabě orlicí ve štítu vyjadřoval své nároky v souvislosti s vládou Václava I., který ji též užíval. Podle Štěpána Valeckého se v tomto dostává do rozporu se svým výkladem o tom, že členové Přemyslovské dynastie měli užívat dynastického lva. Toto by šlo snad jedině tehdy, když by markrabě uvažoval ve smyslu seniorátu, a tímto chtěl vyjádřit svůj nárok na knížecí trůn. Markrabě Přemysl ale zemřel bezdětný, čímž nová dynastická větev nevznikla. Nebyl následník, který by tento erb nosil. Václav I. na uprázdněný markraběcí trůn dosadil svého syna Vladislava III. Vladislav III. ale nezanechal žádné listiny ani pečeti, jež by tento výklad mohly dále osvětlit nebo naopak dále zatemnit.
Pokud se přebíraly symboly jako nárok na dědictví území, tak potom jako celé figury i s tinkturami, popř. se změněnými tinkturami, nikoliv pouhé tinktury.

#### Teorie Jindřicha Šebánka
S jiným vysvětlením přišel prof. Jindřich Šebánek z Filozofické fakulty Masarykovy univerzity v Brně. V příspěvku k práci Václava Vojtíška K otázce erbu českého krále, který vyšel v Časopisu Matice moravské, napsal, že orlice moravská je barevnou obměnou orlice plamenné, přičemž mělo dojít k nahrazení v tinkturách odlišených původních plamenů přemyslovské orlice geometrickým šachováním.

#### Teorie Kristiána Turnwalda
Numismatik, který se věnoval i heraldice, Kristián Turnwald v článku O moravské orlici nastínil hypotézu, že moravská orlice může mít souvislost s rodným erbem papeže Inocence III. (1161–1216). Povšiml si, že se nápadně podobá jeho rodovému erbu. Rod Conti-Segni totiž používal zlato-černě šachovanou orlici na červeném štítu. Domníval se tedy, že papež mohl markraběti Vladislavu I. Jindřichovi udělit znak odlišený tinkturami.

#### Teorie Františka Zvolského
Turnwaldovu teorii vyvrátil František Zvolský, který doložil rozdílnosti znaku Vladislava I. Jindřicha, který měl na štítu lva. Tento moravský heraldik v článku Šachování moravské orlice došel k závěru, že význam šachování spočívá v odlišení moravské orlice od jiných orlic, které měl král a markrabě Václav II. právo používat. Stát se tak mělo v souvislosti s korunovací Václava II. 2. června 1297, kdy vedle sebe byly k ukázání jeho územní moci použity orlice moravských markrabat a krakovských knížat. František Zvolský však neznal některé pozdější nové objevy, jakým je erbovní sál v Gozzoburgu, a tak je jeho vysvětlení o vzniku moravské orlice v souvislosti s korunovací Václava II. nutné odmítnout.

#### Teorie Tomáše Krejčíka

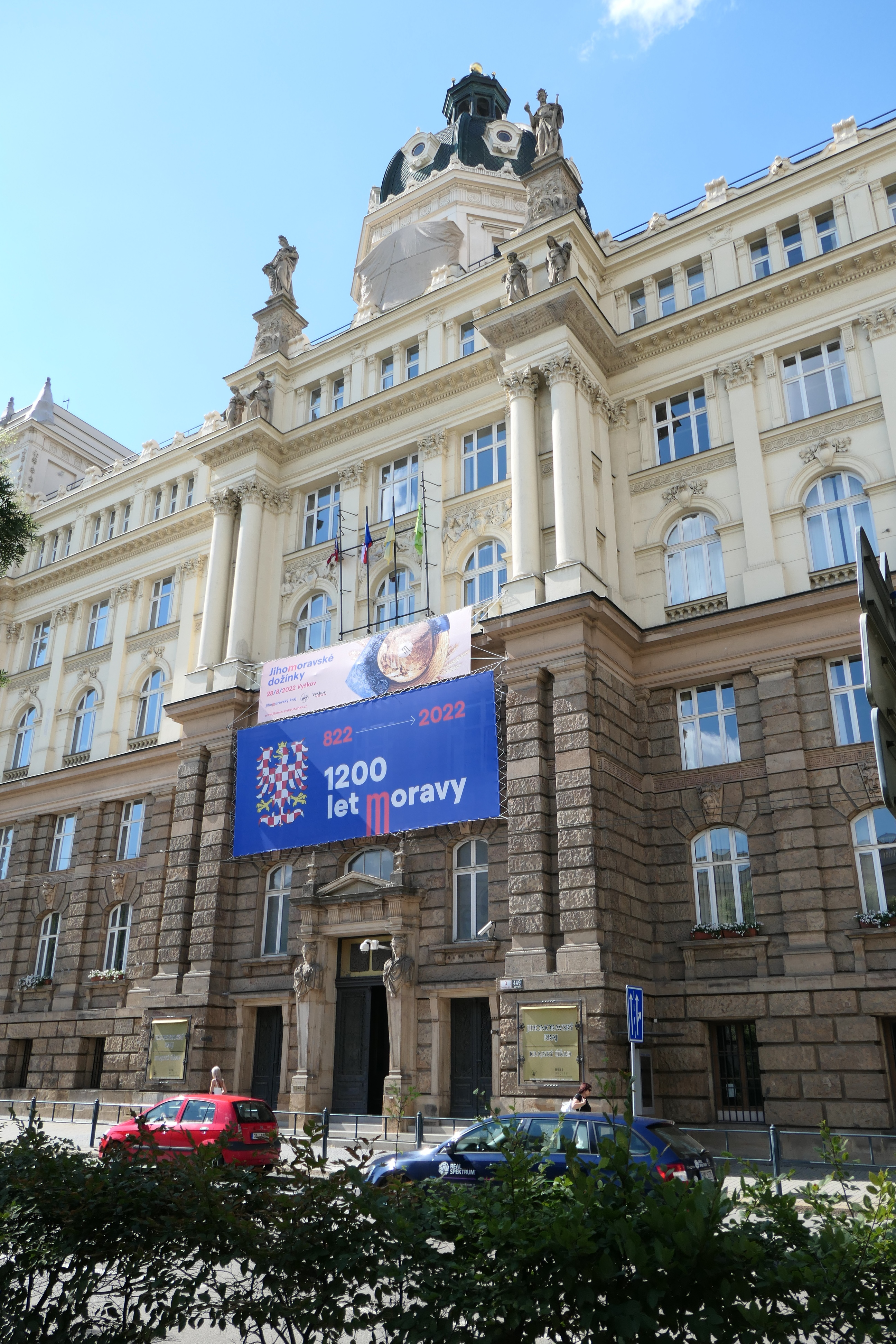
Znak Moravy na kupoli Nového zemského domu v Brně byl před připravovanou obnovou v roce 2021 zakryt za ochrannou plachtou. Nad hlavní vchod byl u příležitosti výročí "1200 let Moravy", přesněji první písemné zmínky o Moravanech, v roce 2022 umístěn transparent s emblémem moravské orlice a logotypem Jihomoravského kraje, provedený v moravských barvách (moravské zemské barvy)

Všechny otázky, které znak šachované orlice nabízí, ze samostatných prací věnujících se pouze této konkrétní otázce pojmenovává a spíše shrnuje článek Tomáše Krejčíka Prvé století moravské orlice. Domníval se také, že šachování moravské orlice mohlo vzniknout z jejího emailového provedení. V románském umění jsou doloženy orlice, jejichž pera jsou provedena ze střídavých barevně se lišících emailů.

#### Teorie Jiřího Bílého
Důkladně a podrobně se moravským znakem ve své studii zabýval právní historik Jiří Bílý. Pomocí někdy složitých příbuzenských konstrukcí moravských markrabat se pokusil o zodpovězení otázky původu moravského znaku. Stejným způsobem vysvětluje vznik šachování orlice v době Přemysla Otakara II. Ale i když jsou jeho závěry zajímavé, ve všem s nimi nelze souhlasit.
Podle Jiřího Bílého, který se kromě Rostislava Nového jako jediný zabýval právními aspekty používání moravské orlice, má její šachování úplně jiný původ. Stříbrná orlice a červeno-stříbrný štít byly podle něj spojeny králem Přemyslem Otakarem II. jako součást sponheimsko-andechsovského dědictví. Bratranec krále Přemysla Otakara II. Oldřich III. Korutanský ze Sponheimu, který vládl na Břeclavsku, byl spřízněn s Přemyslovci jako syn sestry Václava I. Jednookého Jitky (Judity) Přemyslovny. Jeho otec Bernard II. Korutanský si Jitku vzal jako dceru českého krále Přemysla Otakara I. V prosinci 1268 uzavřel bezdětný Oldřich III. Korutanský v Poděbradech smlouvu s králem Přemyslem Otakarem II. a odkázal mu všechny své země, přičemž pominul svého mladšího bratra Filipa Sponheimského († 1279), arcibiskupa solnohradského a patriarchu akvilejského. Po smrti Oldřicha III. Korutanského 27. října 1269 se král Přemysl Otakar II. stal pánem Korutan a Kraňska a dostal se do kontaktu s aquilejským patriarchátem a byl jmenován kapitánem. Členové starkenburské větve dynastie Sponheimů používali stříbrno-červeně šachovaný štít. Korutanští Sponheimové i Oldřich III. Korutanský po svých předcích zdědili tento šachovaný štít. Podle Bílého král Přemysl Otakar II. považoval šachování za jedno ze zděděných znamení, a proto ho měl spojit s markraběcí stříbrnou orlicí na modrém štítu.
Šachování moravské orlice tak podle Bílého může mít určitou spojitost i s chorvatským znakem, ale poněkud jinak, než složení orlice a šachovnice poeticky zdůvodnil Paprocký. Šachovaný štít jako svůj nárok na sponheimské dědictví užívali i Andechsové a s nimi se šachovnice měla dostat do uherské heraldiky. První ženou uherského krále Ondřeje II. se stala před roku 1199 Gertruda, dcera meranského vévody Bertolda IV., která svému bratrovi Bertoldovi pomohla, aby se stal chorvatsko-dalmatským bánem a sedmihradským vévodou. Z tohoto manželství vzešlo nejméně 5 dětí, jeho syn Béla IV. a syn jeho bratra Emericha Ladislav III. Uherský nastoupili jako králové, dcera sv. Alžběta Durynská se stala světicí v Německu, a syn Koloman Haličský (1208–1241) byl prosazen na chorvatský vévodský stolec i haličský trůn. Po jeho smrti bylo Chorvatsko s Uhrami spojeno personální unií. V období jeho vlády a jeho strýce podle Bílého můžeme hledat původ chorvatského znaku. Šachovaný štít prezentoval Kolomanovy nároky po matce na dědictví andechsovsko-sponheimské (Meran, Istrii, Kraňsko, případně Korutany).
Šachovaný červeno-stříbrný štít není ojedinělý. Kromě Chorvatska jej užívalo např. Lehnické knížectví a Hlohovské knížectví v Dolním Slezsku. Slezský kníže a pán Vratislavska Jindřich I. Bradatý měl za manželku Hedviku z Andechsu, dceru Meranského vévody Bertolda IV. z větve rodu Dessen-Andechs. Jejich potomci založili větve dolnoslezských Piastovců. Hedvika je dodnes uctívána jako světice a patronka Slezska. Společně s českou kněžnou Annou Přemyslovnou založila benediktinský klášter na Lehnickém poli. Svatá krev v žilách jejích potomků byla připomenuta přibráním stříbrno-červeného šachového pole vedle piastovské orlice s původním znamením stoupajícího měsíce s křížem nebo v klenotu šachované desky či šachovaného měsíce, který se objevuje výhradně ve znacích potomků Hedviky ve větvi dolnoslezských knížat.
Není rovněž vyloučeno, že Přemysl Otakar II. se pouze nechal inspirovat šachováním, které používaly rody, z nichž pocházeli jeho vojenští spojenci Oldřich III. Korutanský ze Sponheimu a Jindřich III. Hlohovský, který bojoval pod červeno-bílou šachovnicí po boku Přemysla II. Otakara na Moravském poli a udržoval kontakty i se synem Přemysla II. Otakara Václavem II., prvním polským králem z dynastie Přemyslovců.

##### Námitka proti teorii Jiřího Bílého
Teorie Jiřího Bílého je ale jen nepodloženou hypotézou. U Sponheimů není před rokem 1260 (1269), kdy je doloženo šachování moravské orlice, šachování štítu doloženo. To přiznává i Jiří Bílý, když neuvádí, ale jen zpětně odvozuje historii sponheimského znaku: „Domníváme se, že znamení šachovnice ... Korutanští Šponheimové ... zdědili znamení šachovaného štítu.“ Jiří Bílý sám uvádí: „Nemáme však toto znamení doloženo na jejich pečetích." Je doloženo až na pečeti z roku 1299. Oldřich III. Korutanský z rodu Sponhaimů nikdy nepečetil šachovnicí. Jindřich III. Hlohovský pečetil orlicí. Šachování ve znacích slezských Piastovců ve 13. století doloženo není vůbec. V této době je jejich erbem orlice. Šachování (z důvodu odlišení jednotlivých větví a drobení Slezska na menší a menší vévodství) je záležitostí až mnohem pozdější.

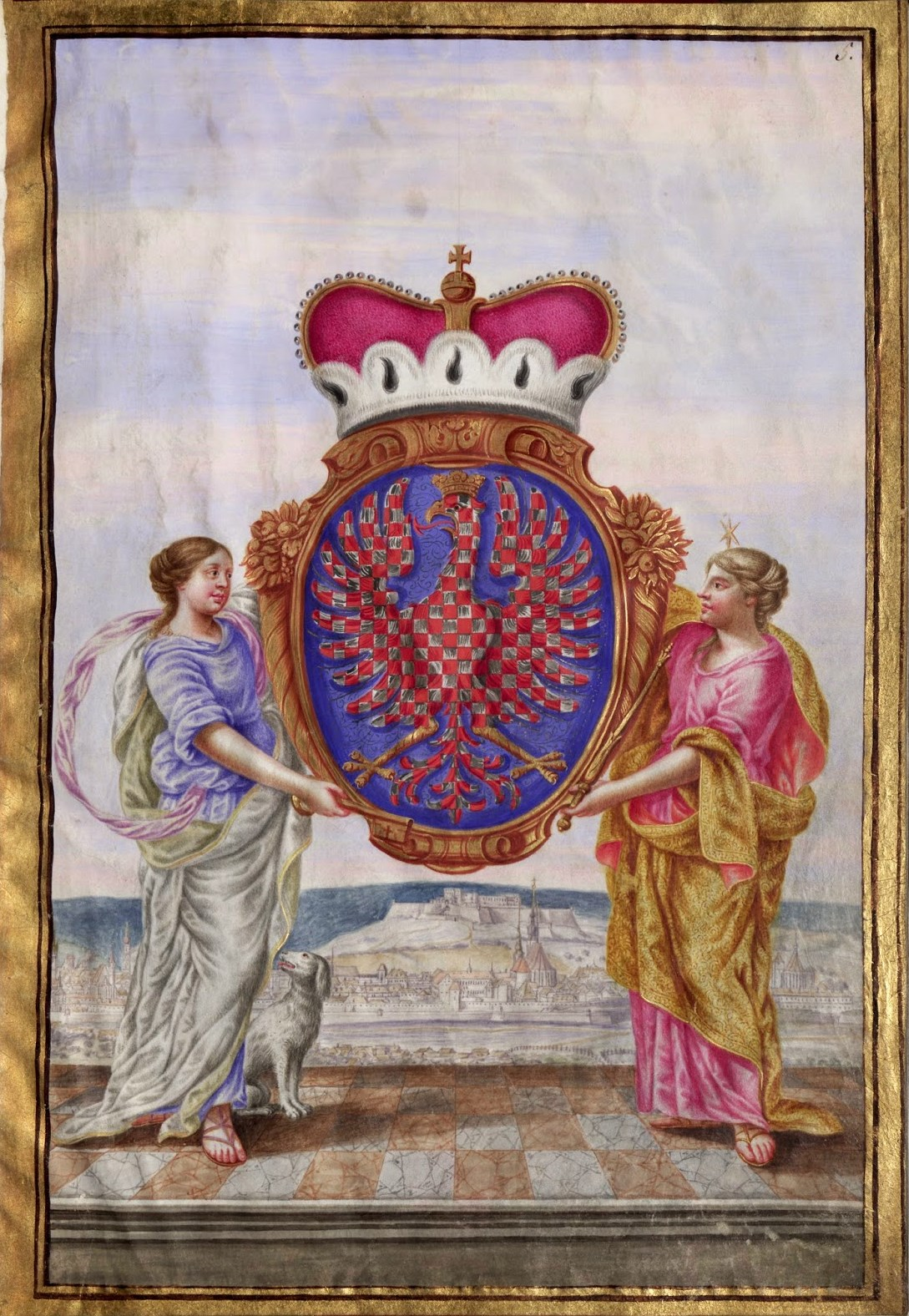
Znak Markrabství moravského v Knize stavu panského s vyobrazenou vedutou Brna (rok 1670). Kartuši se znakem drží dvě alegorické štítonošky stojící na bíločervené šachovnici. Vzor dláždění mající podobu červených a bílých kostek šachovnice je rovněž proveden v tinkturách stříbrno-červeně šachované moravské orlice

#### Šachovnice a šachování

##### Přírodní kultury
Objev pravidelně se střídajících barevných polí měl v přírodních kulturách mystický význam, nejspíše vyjadřující pochopení jednoduché dialektiky světa. Setkat se s ním dá například v krétské kultuře. Na Moravě se šachovnice objevuje v nálezech keramiky lidu s moravskou malovanou keramikou (lengyelská kultura).

##### Freska v Bazilice svatého Klimenta v Lateráně
Nástěnné malby nacházející se v Bazilice svatého Klimenta v Lateráně pocházejí z let 1078–1084 a byly i v průběhu 19. a 20. století několikrát upravovány. Jedna z fresek zobrazuje převoz svatých ostatků sv. Klimenta nebo sv. Cyrila do baziliky sv. Klimenta v Římě. Na třech korouhvích v pozadí je použito červeno-žluté nebo červeno-bílé šachování (pokud se tedy jedná o šachování). Datace je nejistá, ale předheraldická. Jakýkoliv geometrický vzor v té době je obvyklý a častý, viz i nejstarší geometrické heroldské figury – břevna a kůly, což jsou rozličné opakující se pruhy, i šachovnice (tj. svislá a vodorovná nebo diagonální kombinace/propletení pruhů). 
Je to především klasické „domácí“ římské labarum, jak je znal autor fresky, ne „zahraniční“ standarty „návštěvníků". Zlato-červený motiv je na fresce všude (na palmových ratolestech, kadidelnicích atd.). Červená (purpur) v kombinaci se zlatou (výšivkou či plátky kovu) je tradiční pro císařské (římské i byzantské) prostředí a symbolizuje nejdražší látku (barvivo) a nejdražší kov tehdejšího světa. Křesťanská tradiční (římská) labara jsou symbolem široké „stavovské“ družiny (křesťanů), čili světských reprezentantů provázejících církevní akt v popředí.
Jedná se o klasickou ikonografii světců a lidu, který na Nebesích zastupují (viz i ikonografie moravských patronů a moravské družiny).

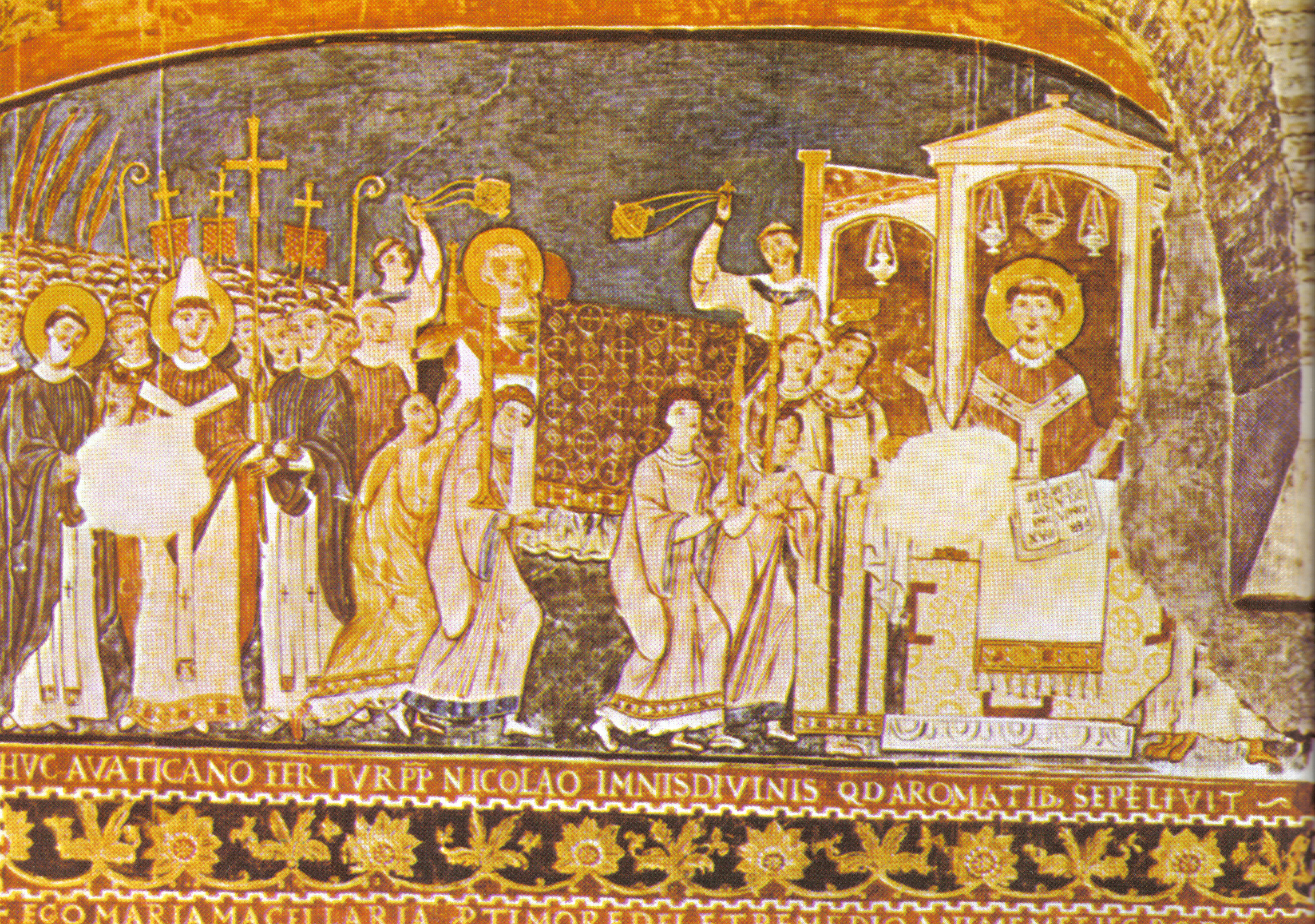
Freska z 11. století v Bazilice svatého Klimenta v Lateráně
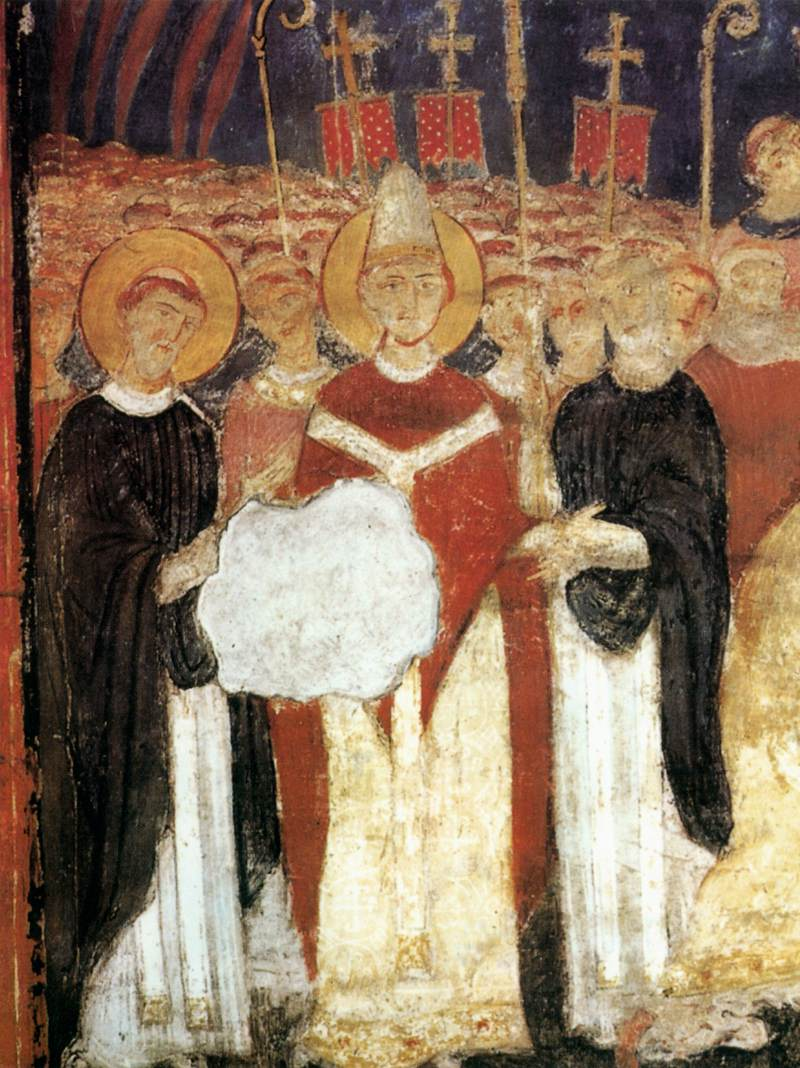
Detail fresky v bazilice San Clemente Inferiore

Kopie fresky v bazilice svatého Klimenta (San Clemente) v Lateráně byla umístěna během stavby Cyrilometodějského centra ve Starém Městě (Památník Velké Moravy) na jednu z jeho stěn.

##### Mluvící znamení
Šachování mělo často symbolicky představovat strukturu zdiva. Tuto strukturu kamenných kvádříků například napodobovalo šachované ostění z poloviny 12. století nalezené archeologickým výzkumem v bývalém benediktinském klášteře sv. Jana Křtitele na Ostrově sv. Kiliána u Davle.
Podle německých historiků je šachování i v heraldice vyjádřením struktury zdiva. Proto považují tuto figuru v některých znacích za mluvící znamení, např. v případě znaku rodiny Dachenhausen (Dachenhausen = zastřešené domy, kde střechu symbolizuje černostříbrná šachovnice, která představuje zdivo).
Hrabě Hoverden v roce 1870 předpokládal, že mluvící znamení je i případ znaku Sponheimů.

## Další barevná vyobrazení moravské orlice

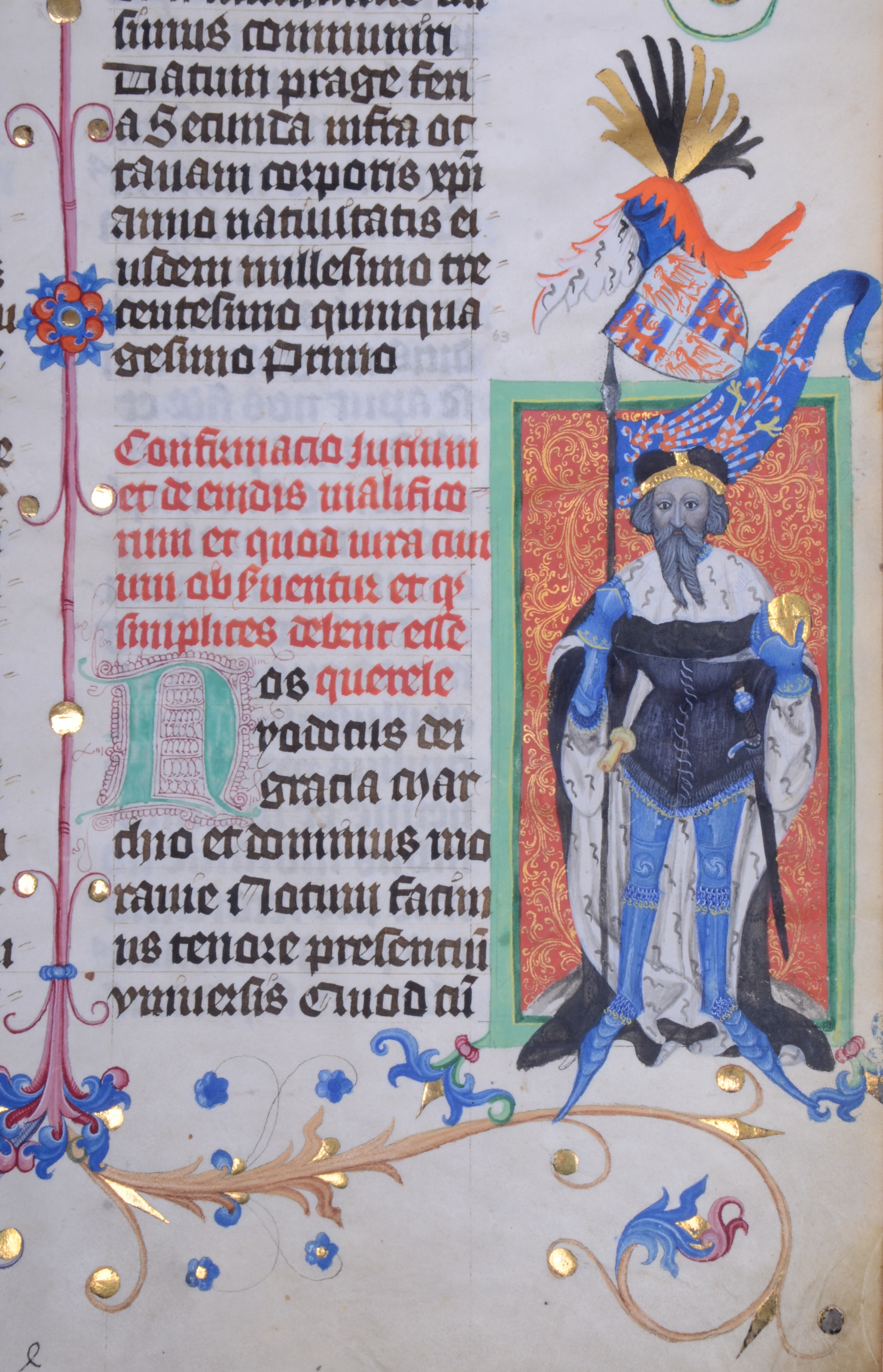
Jošt Lucemburský, miniatura v Kodexu Gelnhausen

Z roku 1361 pochází znaková galerie Karla IV. na hradě Laufu u Norimberka, který vybudoval císař Karel IV. roku 1356 na Říšské cestě mezi Prahou a Norimberkem na rozvalinách staršího štaufského hradu. V jeho erbovním sále jsou v galerii znaků přítomny znaky Moravy a Čech, dalších zemí, duchovních, šlechticů i měst. Nástěnná malba moravské orlice je též ve špaletě vchodu do místnosti v prvním patře velké věže hradu Karlštejna.

### Jihlavská právní kniha
Četná vyobrazení moravské orlice zachycují iluminace v Jihlavské právní knize (Gelnhausenův kodex) z počátku 15. století (1407), kterou během necelých deseti let sepsal právník Jan z Gelnhausenu.
Moravská orlice je zde použita v heraldické výzdobě textu, na štítech, čabrakách koní, ale také na praporech nesených moravskými markrabaty a českými králi ze 13. až 15. století, kteří jsou vyobrazeni u každého jimi vydaného městského privilegia: moravský markrabě v letech 1228 až 1239 Přemysl, český král v letech 1230 až 1253 Václav I., moravský markrabě v letech 1247 až 1278 a český král v letech 1253 až 1278 Přemysl Otakar II., moravský markrabě v letech 1333 až 1349 Karel I., král český v letech 1346 až 1378 a císař římský letech 1355 až 1378 Karel IV., moravský markrabě v letech 1349 až 1375 Jan Jindřich, moravský markrabě v letech 1375 až 1411 a římský král v letech 1410 až 1411 Jošt Lucemburský, zvaný též Moravský. Objevuje se tu samostatně i společně s českým lvem.

## Nejstarší písemné zmínky o moravské orlici
Nejstarší písemná zmínka o moravské orlici se nachází ve veršované kronice Ottokara Štýrského zachycující události, které se odehrály ve střední Evropě od poloviny 13. století do konce prvního desetiletí 14. století.
V rámci líčení bitvy u Kressenbrunnu 12. července 1260, v níž vojska českého krále a moravského markraběte Přemysla Otakara II. zvítězila nad vojsky uherského krále Bély IV., je vedle praporu Čech (bílý lev v červeném poli): „in einem rȏten samît ... ein lewe wîz" popsán prapor Moravy (bílo-červeně šachovaná orlice): „ein geschâchzabelten arn von rȏter und von wîzer varbe“.
Vlastimil Brom (Ústav germanistiky, nordistiky a nederlandistiky Filosofické fakulty Masarykovy univerzity v Brně) tyto verše překládá takto:
Své prapory měli také ti,

kteří byli z Moravy:

Šachovanou orlici

červené a bílé barvy

nad nimi bylo vidět docela

vlát ve větru.

## Erbovní listina císaře Fridricha III. Habsburského

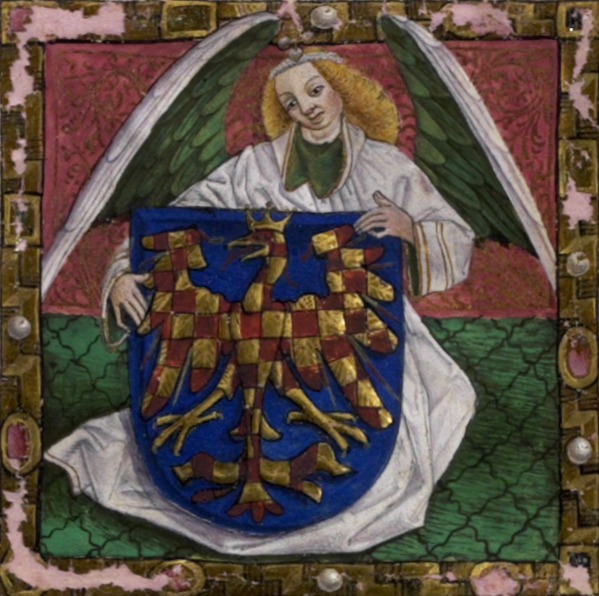
Miniatura v erbovní listině z roku 1462 vydané Fridrichem III. Habsburským

Erbovní list (znakové privilegium) římského císaře Fridricha III. vydaný 7. prosince 1462 z podnětu moravského zemského hejtmana a maršálka Českého království Jindřicha z Lipé moravským stavům měnil původní stříbrnou tinkturu moravské orlice tak, že stříbrná pole šachování moravské orlice změnil na zlatá, čímž vytvářel nový „stavovský“ znak („color albus in glaucum sive aureum transmutetur“ (barva bílá na žlutou neboli zlatou změněna)). Jeho vydání je ukázkou mezinárodních vlivů ve složité době vlády českého krále Jiřího z Poděbrad a vměšování se do vnitřních záležitostí českých zemí, neboť Fridrich III. Habsburský ji udělil moravským stavům jako římský císař. Morava však byla součástí české koruny a podle císařem a králem Karlem IV. vydaných zákonů k takovému kroku římský panovník neměl pravomoc, protože Morava byla pod přímým panstvím českého krále.
Toto císařské privilegium nebylo Jiřím z Poděbrad potvrzeno a nevešlo do běžné užívací praxe. Listina byla platná, protože měla všechny právní náležitosti, nebyla však účinná. V roce 1628 se listina objevila v seznamu (výčtu) privilegií, které neměly být v rozporu s nově vydaným zemským zřízením, a byla tak společně s mnoha dalšími tehdy potvrzenými „neškodnými“ staršími privilegii ryze formálně schválena Ferdinandem II., aniž by byla výslovně řešena. Tzv. Fridrichovo privilegium ovšem ani před tím ani po roce 1628 na moravský znak nemělo žádný účinek, jak dokazují vydané sněmovní artikuly až do roku 1838, zemské řády z let 1545, 1562, 1604 a 1628. Potvrzuje to například i císařský exemplář rukopisu Müllerovy mapy Moravy z let 1714–1716, který byl věnován císaři Karlu VI.
Skutečnost, že stříbrnočerveně šachovaná orlice v modrém poli štítu je znakem Markrabství moravského formálně také potvrzují císařské dekrety druhé poloviny 18. století a 1. poloviny 19. století. Pokud by změna barev moravské orlice listinou Fridricha III. byla od počátku chápána jako změna státního znaku, pak všechny tyto císařské dekrety by představovaly akty rušící ustanovení této erbovní listiny. Znak zachycený erbovním listem byl později, již na konci 18. století, ale zvláště pak od 1. poloviny 19. století, vydáván za znak Moravy a ve vztahu k Čechám uplatňován nikoli jako posilující a jednotící prvek státnosti, jako jím jsou od poloviny 13. století se shodující barvy českého lva a moravské orlice, ale naopak jako o pokus o její narušení. K vystupňování této situace došlo zvláště po roce 1848, kdy dvojí barevnost Moravany a zemskými úřady používaných symbolů vyvolávala spory. Listina tak není příkladem rozvoje vzájemné státnosti, ale naopak vnějšího mocenského zasahování s odstředivými tendencemi.

## Novověk

### Kniha stavu rytířského

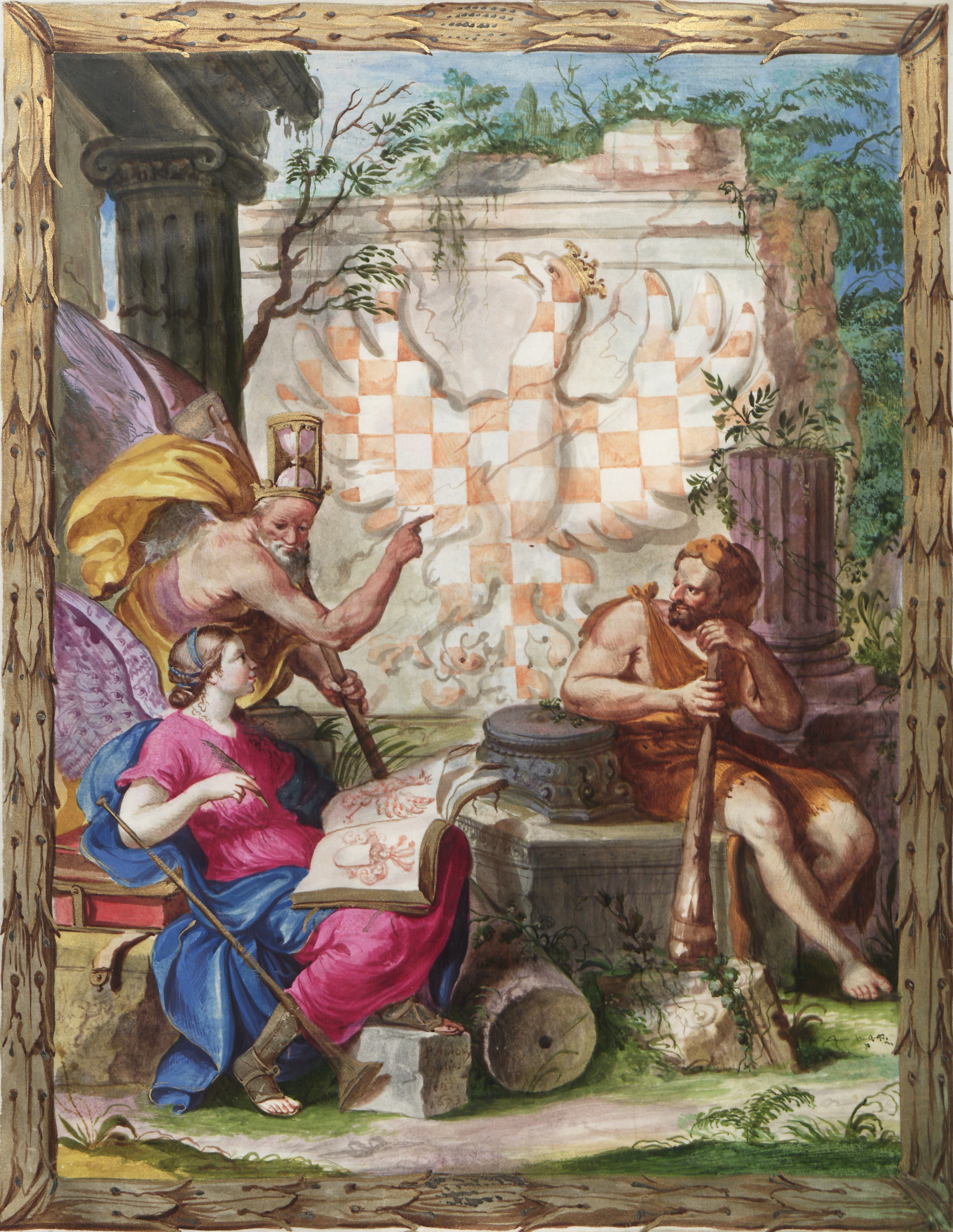
Kniha stavu rytířského z roku 1671. Kresba Antonína Martina Lublinského Starobylá pověst země Moravy (1673) se v roce 2018 stala námětem skládačky předvedené na výstavě Morava jako součást českého státu

Ilustrací krásného barokního barevného zobrazení moravského znaku je kresba nacházející se na titulní straně Knihy stavu rytířského, již namaloval Antonín Martin Lublinský. Múza dějepisectví Kleió pro budoucí pokolení zachycuje kresbu a barvy moravské orlice. Chronos nalevo, který je v předsokratovské filosofii a pozdější literatuře zosobněním času, ukazuje na červenobíle šachovanou orlici, která je jí vzorem, což pozoruje král Marobud napravo.
Antonín Martin Lublinský význam své kresby slovy vyjádřil takto: „Kdokoli hledáš na světě udatné hrdiny a toužíš poznat na zemi slavné muže, zde čti: poznáš hrdiny, jež zrodil kmen Markomanů, kmen bohatý na nejslavnější muže. V roce, v němž v tomto seznamu Morava šlechtické rody z hrdinského kmene prostřednictvím insignií – erbů – obnovila.“.
Heroismus rytířů je zde spojen s tradicí Markomanů – Moravanů a nejvyšší politické ctnosti s Markrabstvím moravským. „Zemská“ emblematika je Lublinským tvořena v duchu a stylu heroického baroka ctností, který jeho vznešené hodnoty spojuje se svojí zemí.

### Starý Zemský stavovský dům v Brně

#### Sněmovní a soudní sál moravských stavů
Starý Zemský stavovský dům v Brně (dnes Nová radnice v Brně), uchovává v prostorách, v nichž do roku 1878, kdy byla otevřena nová sněmovní budova (dnes budova Ústavního soudu České republiky na Joštově ulici postavená v letech 1875–1878), s přestávkou v době Bachova absolutismu zasedal moravský zemský sněm, doklady barokního ztvárnění moravského znaku.
V prostoru schodiště na přístupu k sněmovnímu sálu se nachází freska se znaky zemí, již v roce 1732 namaloval František Řehoř Ignác Eckstein. Znaky Čech a Moravy se nacházejí v severojižní ose této nástěnné malby, v západovýchodní znak Slezska a český lev. Proti nim jsou znak Uher, rakouských dědičných zemí a Kastilie-Leonu. Ty zastupovaly nárok Karla VI. na španělskou korunu.
Autorem fresek Alegorie slávy a bohatství Moravy z let 1734–1735 na stropě sněmovního sálu ve velkém sněmovním sále je Daniel Gran (1694–1757). Větší část fresky tvoří hold řeckého Olympu Moravě. Ten představuje alegorii šťastné vlády Moravy. Sláva a vznešenost moravské země je dle dobového vkusu vyjádřena antickým námětem. Ve středu výjevu je bohyně hojnosti, nad ní jsou ctnosti Moravy, pod ní bohatství Moravy (lev střeží Moravu a odhání neřest). Oblaka, v nichž se vedle poletujícího anděla zvedá od geniů obklopený obelisk se znakem Moravy, jsou ohraničena matně sluncem ozářeným zvěrokruhem.

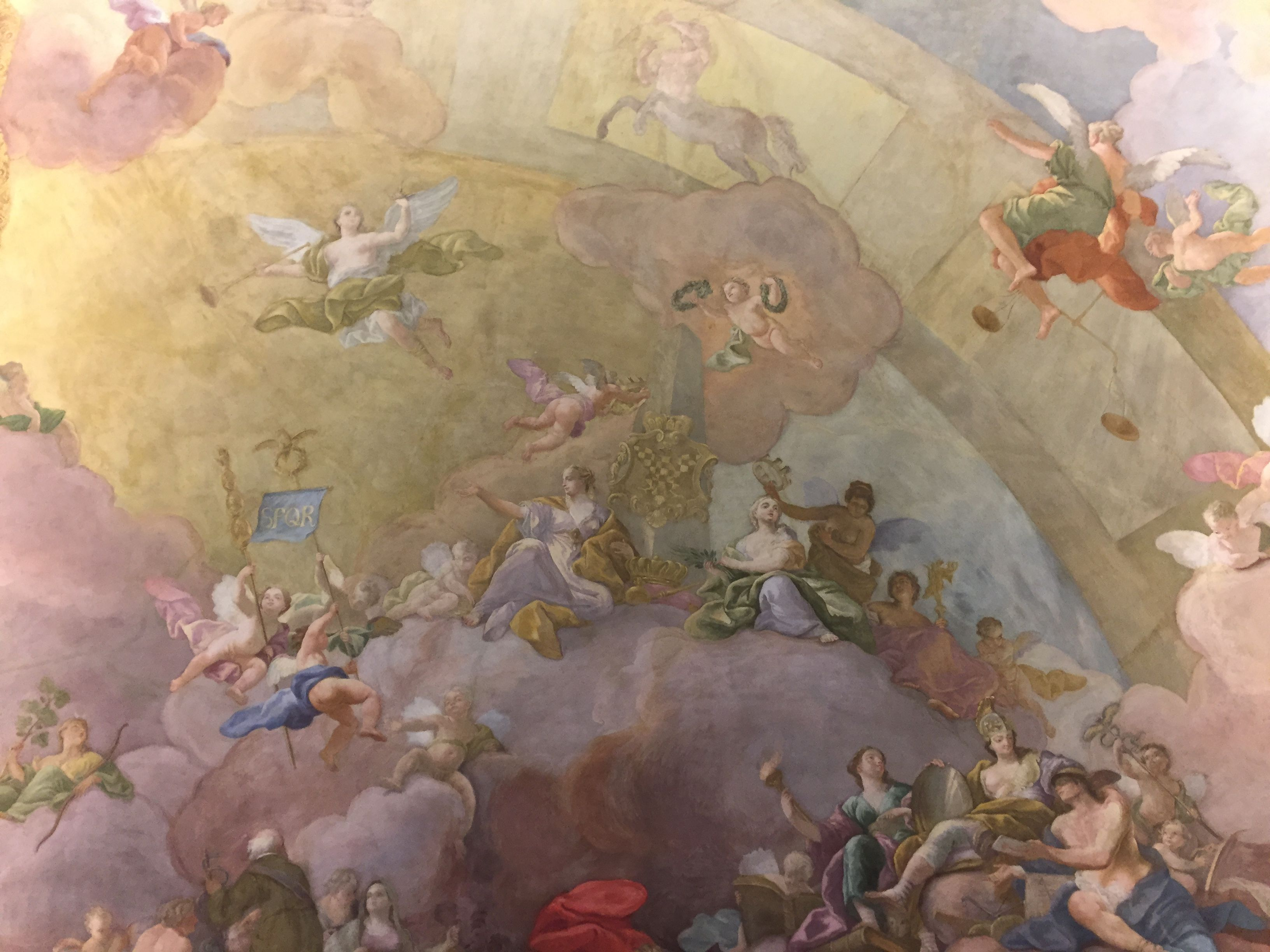
Obelisk se znakem Moravy ve sněmovním sálu starého zemského stavovského domu v Brně. Sál dnes slouží jako zastupitelský sál zastupitelstvu města Brna

Znak Moravy pojatý v barvách zelené a žluté je namalován na obelisku v horní části stropní fresky jsoucím poblíž Dobré zvěsti (Buona Fama). Spojení Famy s obeliskem v barokní době vyjadřovalo nejvyšší stupeň všeho, co je trvalé a vznešené.
Výjev je v malbě Alegorie šťastné vlády Moravy, která je známá též jako Hold Olympu Moravské zemi, na olejové skice z doby před 1734, která je ve sbírkách Moravské galerie v Brně, popsán takto: „Pod zvěrokruhem, naznačujícím u horního okraje čas věčnosti, letí Fáma s pozounem, hlásající slávu Moravy. Vrchol tvoří symbol země, obelisk se znakem Moravy, šachovanou orlicí. K obelisku přilétají putti s vavřínovým věncem a korunou.“

Jednotlivé postavy na nástěnné malbě Daniela Grana ve starém sněmovním a soudním sále moravských stavů v Brně ztělesňují „vlastnosti slavné, spravedlivé, zbožné, vzdělané, silné, krásné, bohaté, zdravé, úrodné a nebojácné jeho země“. To znamená, že znak Moravy na obelisku vyjadřuje vyvolenou příslušnost moravských zemských stavů sloužící účelům sněmovního a soudního sálu. Zároveň lze hold moravských zemských stavů chápat i jako příslušnost ke katolické Evropě, a také i jako vyjádření důležité a nepostradatelné funkce moravských zemských stavů v tehdejší společnosti, jež měla své pevné místo v tehdejším řádu světa.
Druhá menší část se nachází nad průčelím sněmovního sálu v místech, kde při zasedáních soudu u středního okna pod moravskou orlicí stával vyvýšený markraběcí trůn, před nímž seděli soudci. Obsahuje apoteózu vlády Spravedlnosti neboli alegorii dobré vlády. Stěny byly rozděleny architektonickou kompozicí z umělého mramoru a vyzdobeny postavami moravských markrabat z habsburského rodu od Ferdinanda I. po Karla VI.

#### Malá zemská světnice (tribunální síň)

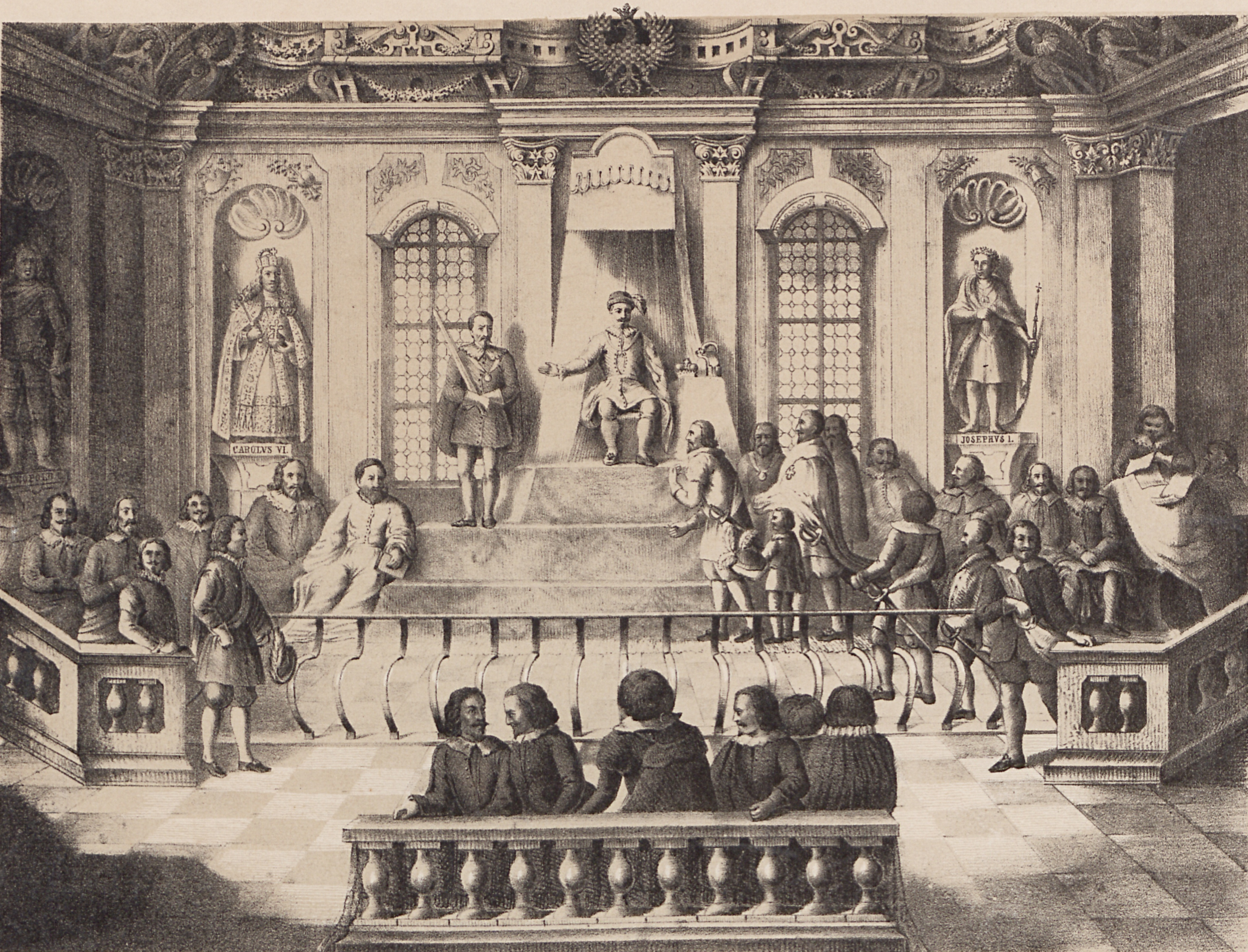
Velké zemské právo Moravské. Podle dnes již neexistující fresky od neznámého autora ze 30. let. 18. století nacházející se v tribunální síni Starého zemského domu (dnes Nová radnice). Kresba Mořice Viléma Trappa z roku 1858

Freska od neznámého autora na stropě malé zemské světnice (tribunální síň) ze 30. let 18. století zachycovala zasedání moravského zemského soudu. Její kopii v roce 1858 pořídil Mořic Vilém Trapp. Freska sama byla později v 19. století zamalována. Na Trapově kresbě s názvem Velké zemské právo Moravské je na trůně v čele sálu do kroje španělského granda oblečený Karel VI. Císař má na krku řád zlatého rouna. Po pravici mu stojí komorník s taseným mečem drženým oběma rukama. Na stole nalevo od něj spočívá koruna a markraběcí klobouk. Pod komorníkem sedí olomoucký biskup a družina šesti zemských soudců z panského stavu. Po panovníkově levici stojí jedenáct pánů, od sálu oddělených zábradlím. Mezi nimi jsou na zemském soudě zasedající zemský hejtman, nejvyšší písař a podkomoří. Před šraňky je ozdobná lavice se šesti zemskými soudci z rytířského stavu. Na vyvýšeném místě jsou posazeni dva písaři. Čtou a zapisují výroky soudu.

#### Sál moravských zemských desk

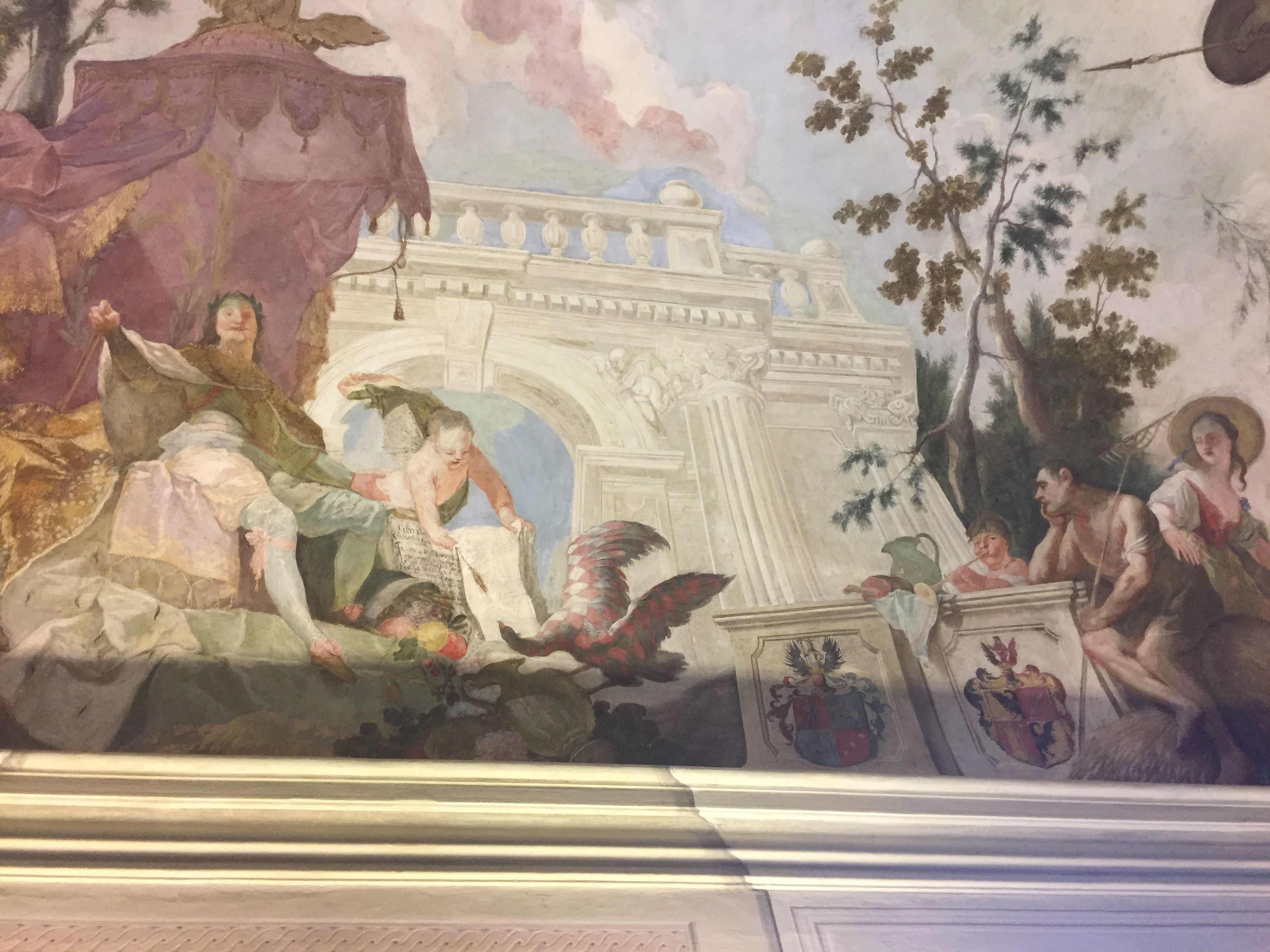
Stříbrnočerveně šachovaná orlice v sálu moravských zemských desk

Výmalbu v sálu moravských zemských desk v zemském domě v Brně provedl v roce 1777 Josef Winterhalder mladší (1743–1807). Pod fialovým baldachýnem, který zakončuje dvouhlavý orel s odznaky moci, je na trůnu sedící panovník s mohutným zlatým pláštěm. Hlavu mu zdobí vavřínový věnec a hruď řád zlatého rouna. Napravo od něj jsou říšské korunovační klenoty. Levou rukou ukazuje směrem k otevřené knize, již společně s obilným klasem drží putto. Výjev je u panovníkových nohou doplněn rohem hojnosti naplněný ovocem, a také medailony z drahých kovů a moravskou orlicí sedící na nádobě určené na víno. Bílá pole v jejím šachování mají lehký nádech do modra.
Výzdoba sálu je provedena jako oslava moravských zemských desk jako instituce, včetně jejich úředníků. Do tohoto pojetí jsou zapojeny podstatné scény z jejích dějin, rozšířené o alegorické prvky oslavující panovníka a zemské desky jako takové. Protějškem k historickým scénám je alegorie vzniku právních norem a nařízení, a stejně tak konečné sepětí moravských zemských desek se zemí Moravou. Moravu představují atributy bohyně Kybelé, jež zde plní úlohu alegorie založené na vzájemné komunikaci jednotlivých symbolů.

### Sněmovní tisky

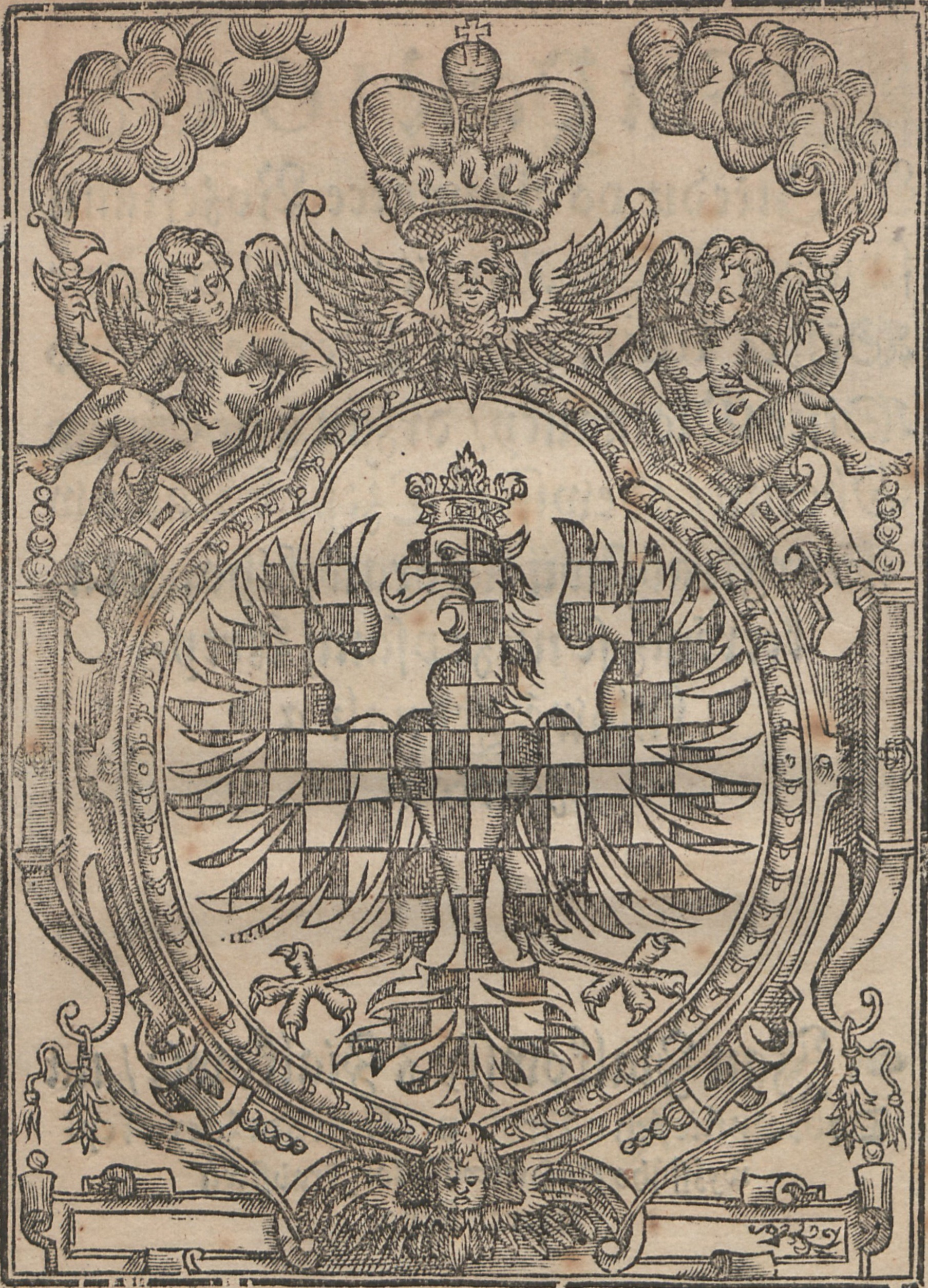
Znak Moravy ve sněmovní závěrce moravského zemského sněmu roku 1608. Podle typologie Františka Píchy se jedná o typ VII.

Klíčové zemské instituce moravský zemský sněm a moravský zemský soud byly výrazem politické a zákonodárné moci moravských stavů. Na zemském sněmu probíhala vážná jednání mezi stavy a panovníkem týkající se politiky, daní, vojenství, bezpečnosti a náboženství, jež měla význam nejen pro Moravu ale v širších souvislostech pro celý český stát.
Řada oficiálních tisků moravské stavovské zemské správy, sněmovních závěrek (snešení), jde od poloviny 16. století až do konce sněmování stavů v roce 1848. V v podstatě souvislé řadě více než dvou set moravských sněmovních snešení se nachází jen několik typů zobrazení moravského zemského znaku. Je tomu tak z toho důvodu, že se obrázky s ním tiskly z připraveného štočku, jenž se mohl používat několik let.
V případě sněmovního tisku z roku 1544 se znak Moravy nachází na první straně. Korunovaná rozkřídlená šachovaná nalevo hledící orlice, jejíž šachování je jen naznačeno, je umístěna v jednoduchém kolčím štítu. Barvy štítu a figury nejsou žádným způsobem vyjádřeny.
Na zvláštním titulním listu sněmovního tisku se znak Moravy poprvé nachází v roce 1550. Šachovaná korunovaná orlice na hladkém štítu je vprostřed oválného věnce z listoví.
Sněmovní závěrka sněmu, který se v Olomouci konal v květnu roku 1556, obsahuje stejný obrázek, jaký je na tisku z téhož roku s usneseními sněmu konaného v Olomouci v prosinci roku 1555. Dva andílci nesou oboustranně prolamovaný štítek se šachovanou orlicí. Nad štítem je ozdobná korunka. Jen u tohoto typu štočku orlice nemá korunu.
Tisk sněmovních závěrek byl v působnosti zemského místopísaře, ale ani on ani stavy, které byly nakladateli, se nestarali o to, zda podoba zemského znaku na sněmovních závěrkách odpovídá popisu znaku Moravy. Za ilustrace ve sněmovním tisku a tedy i za heraldickou výzdobu zodpovídal hlavně sám tiskař.
Výtvarná stránka tisků se většinou neměnila se změnou osoby, která tisk zadávala, ale spíše se změnou tiskaře (tiskárny). Moravští tiskaři, kteří získali privilegium na tisk sněmovních a jiných zemských úředních tisků, zemský znak patrně až tak dobře neznali a také neznali zásady pro heraldicky správné grafické vyjádření heraldických barev. Heraldické povědomí představitelů moravské zemské správy bylo malé, a to i ve vztahu k nejvyššímu zemskému heraldickému symbolu. Takto lze hodnotit i ostatní oficiální na Moravě vzniklé heraldické památky.
Přední stranu titulního listu s říšským orlem pravidelně před i po Bílé Hoře doprovází moravská orlice na zadní straně. Šrafování v 16.–17. století ještě nebylo ustálené, přesněji řečeno nebylo stanoveno. Je to vidět u všech znaků (erbů) z této doby.

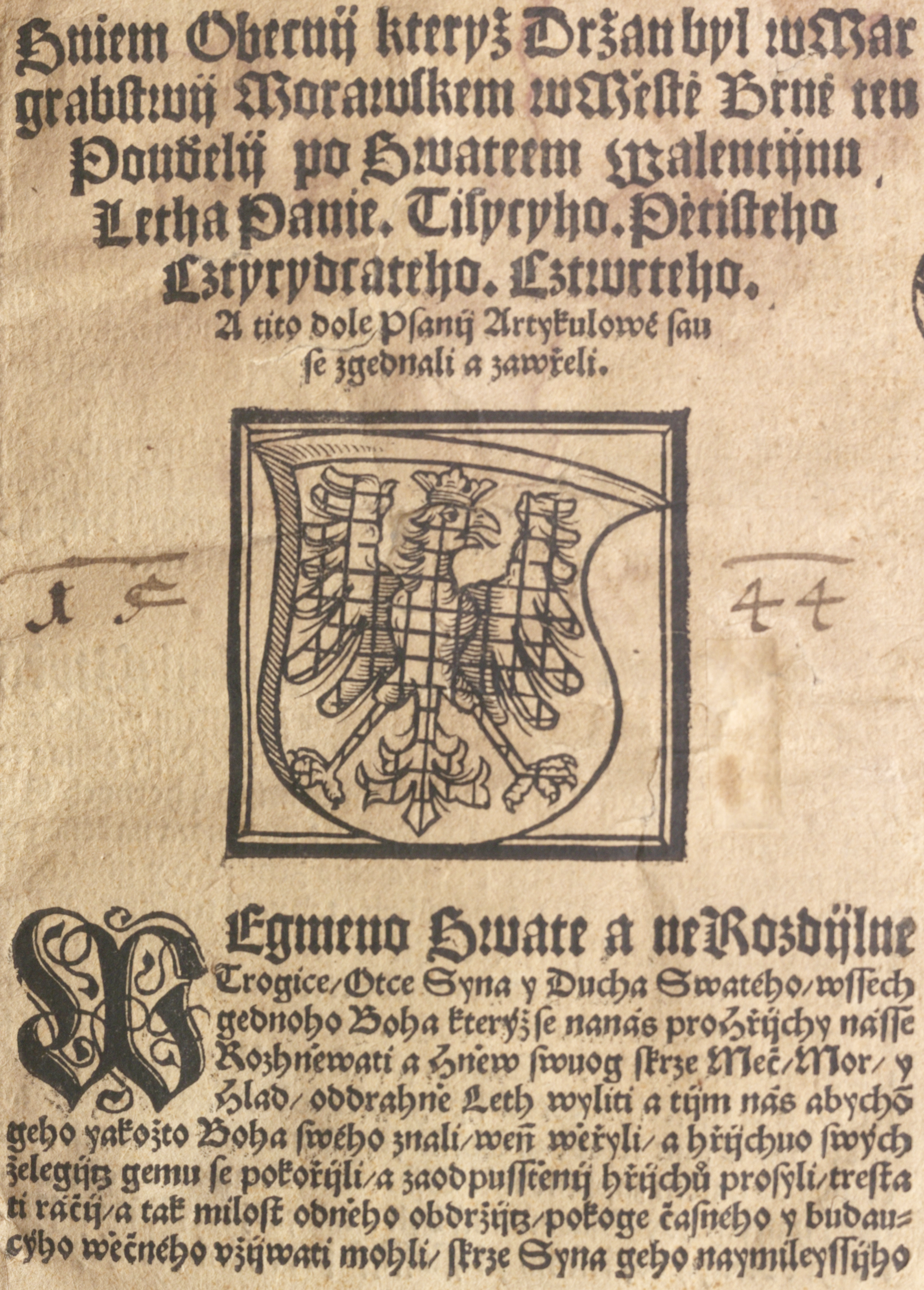
Znak Moravy ve sněmovní závěrce moravského zemského sněmu roku 1544. Podle typologie Františka Píchy použitých štočků se jedná o typ I.
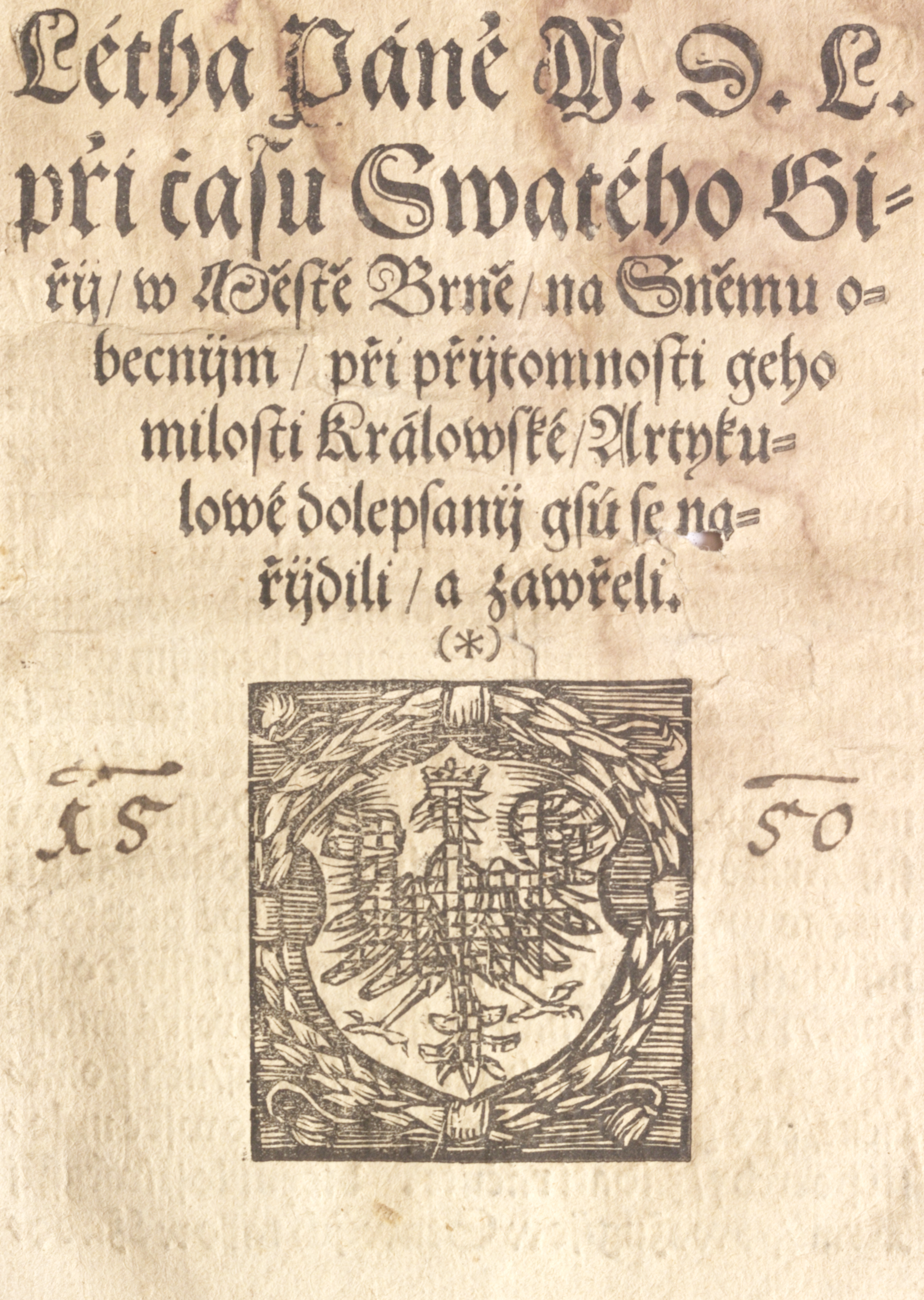
Znak Moravy ve sněmovní závěrce moravského zemského sněmu roku 1550. Podle typologie Františka Píchy se jedná o typ II.
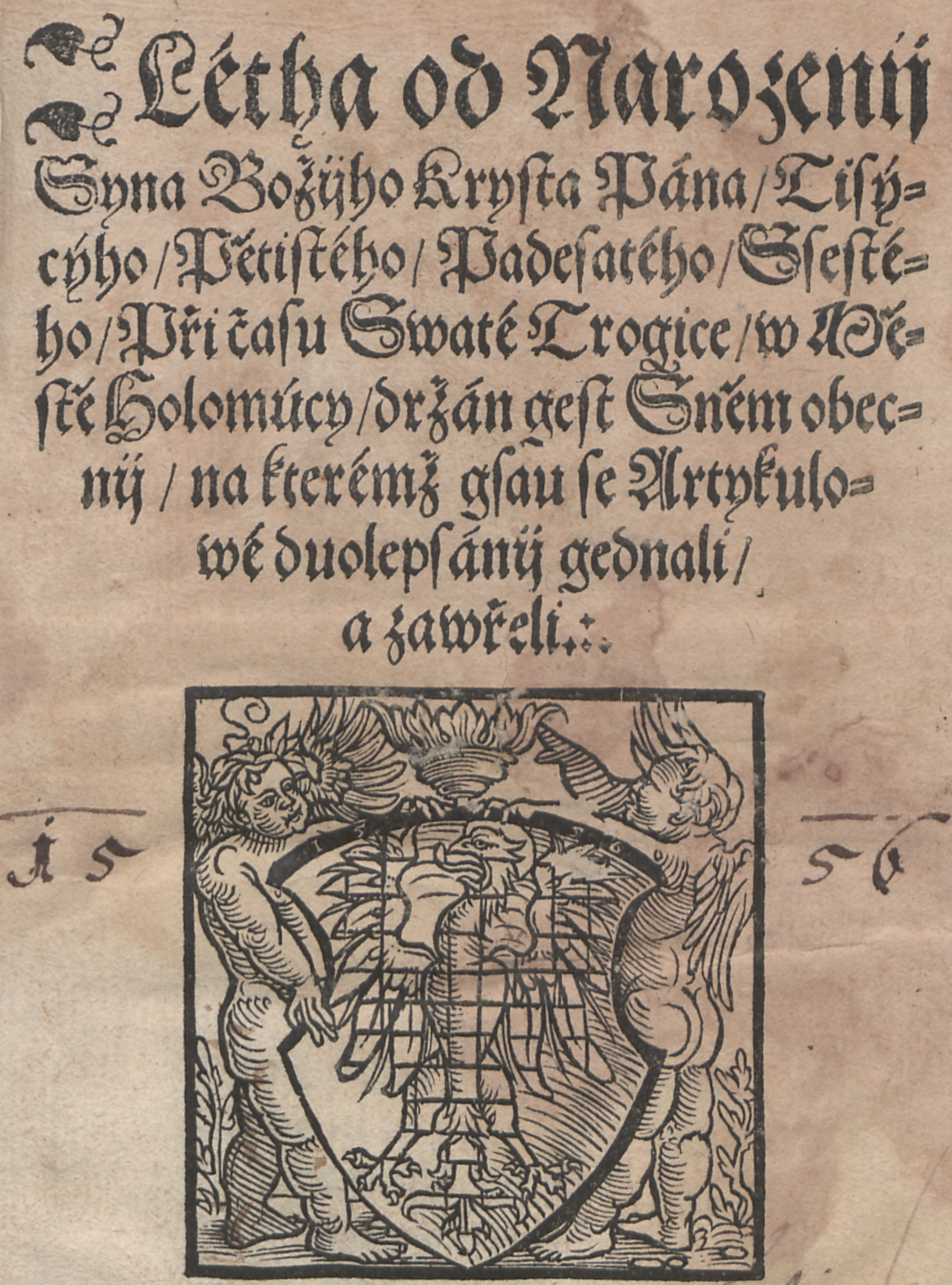
Znak Moravy ve sněmovní závěrce moravského zemského sněmu roku 1556. Podle typologie Františka Píchy se jedná o typ III.
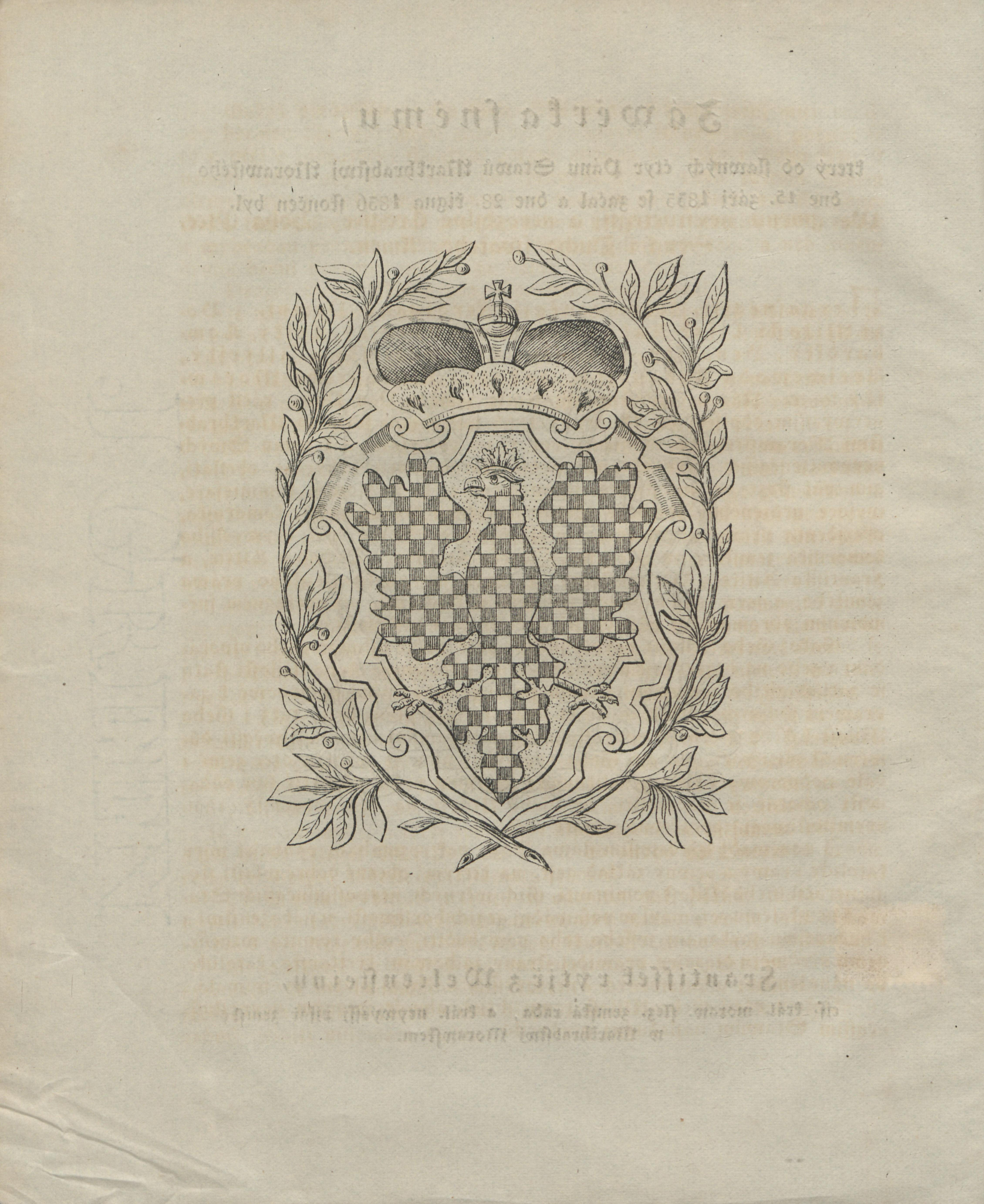
Znak Moravy ve sněmovní závěrce moravského zemského sněmu v letech 1835–1836
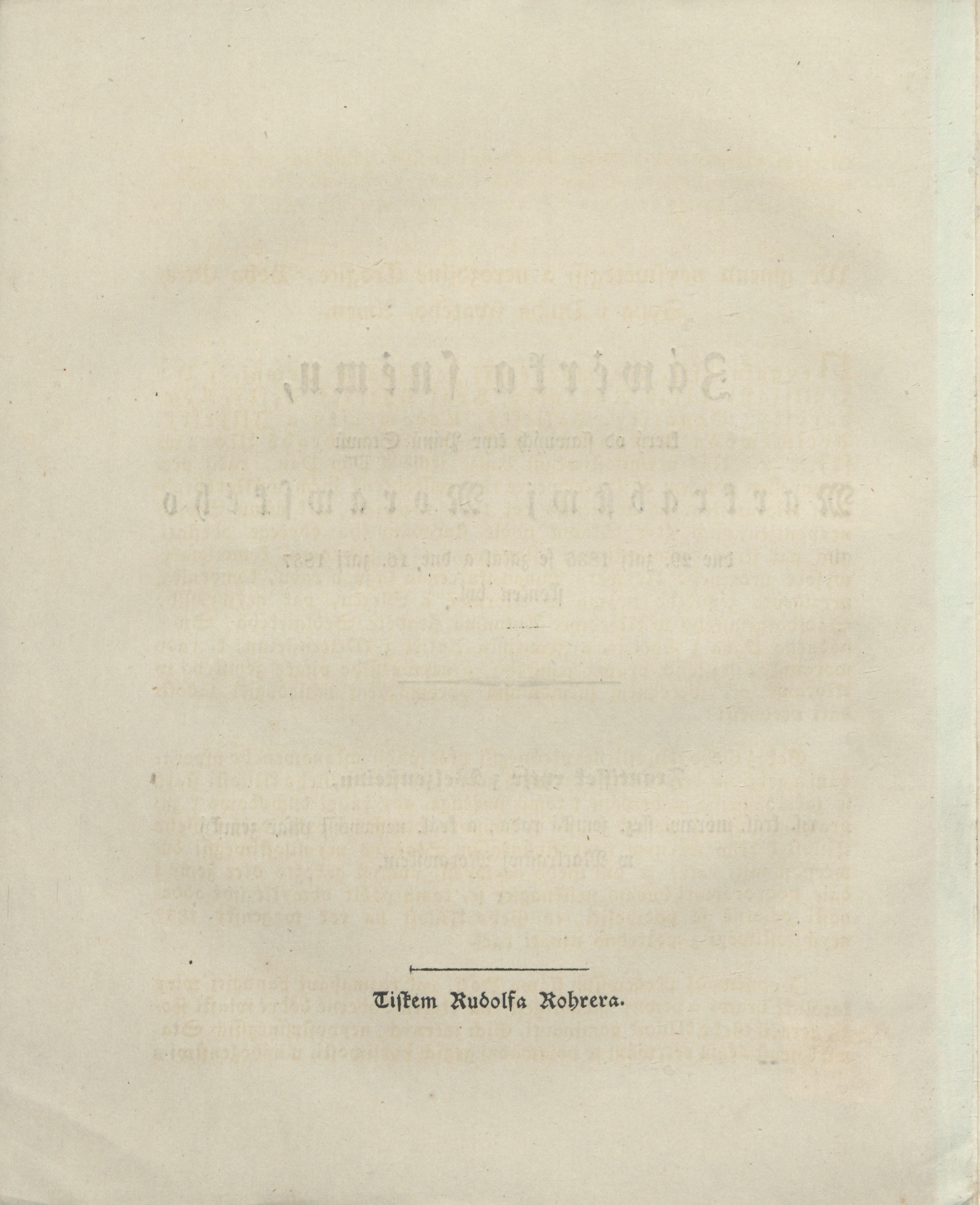
Sněmovní závěrka moravského zemského sněmu v letech 1836–1837 bez znaku Moravy
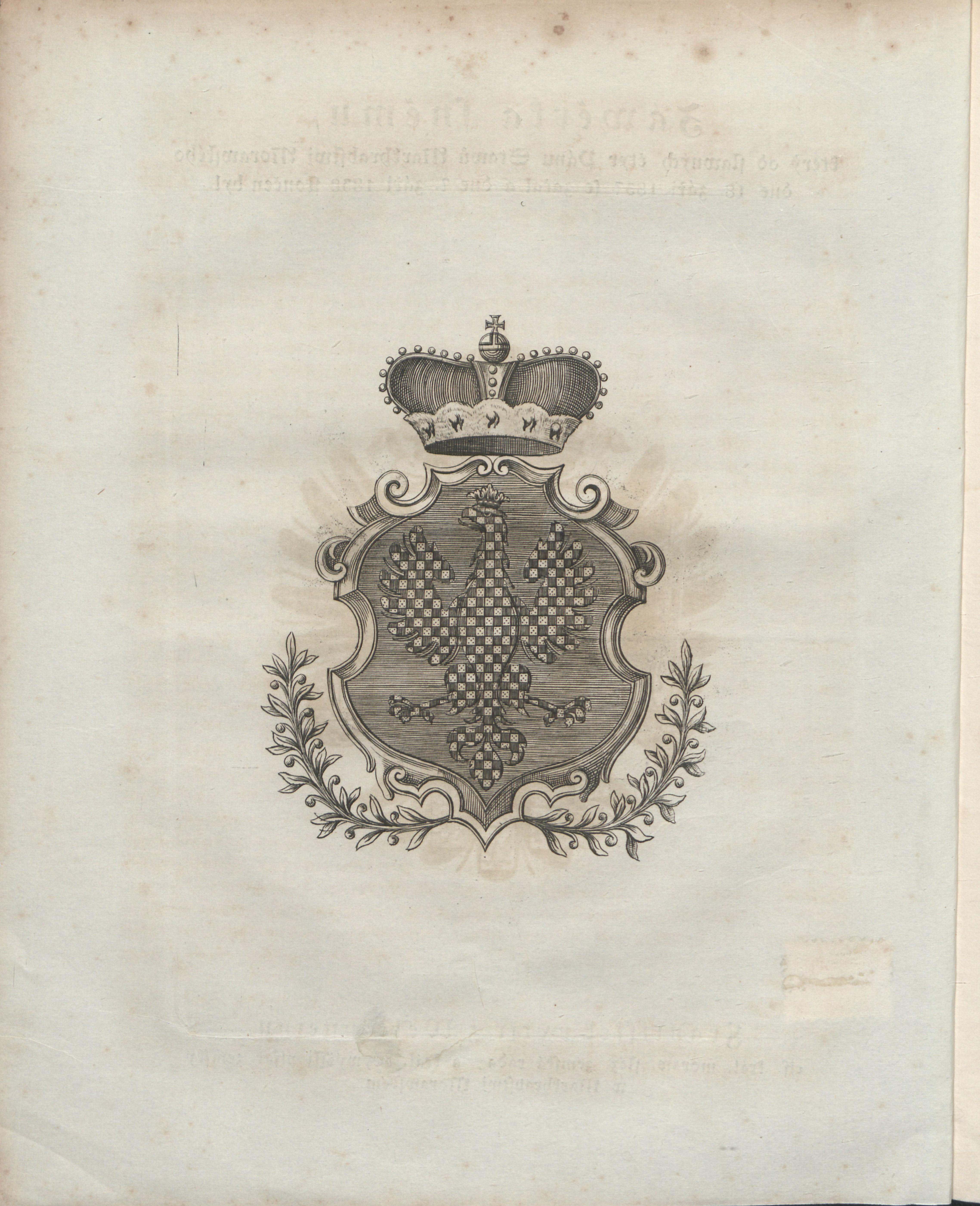
Červeně a zlatě šachovaná orlice ve sněmovní závěrce moravského zemského sněmu v letech 1837–1838

### Moravská zemská zřízení
Zemská zřízení byla základním zemským zákoníkem obsahujícím vedle soukromého šlechtického práva i řadu klíčových předpisů k veřejnému právu, uspořádání země a bezpečnostním otázkám.
V tisku zemského zřízení z roku 1535 se heraldická výzdoba vůbec nevyskytuje. V zemském zřízení z roku 1545 je na titulním listu. Na zřízení zemském Markrabství moravského z roku 1562, kde je na listu za titulním listem, je dobře vidět, že vodorovné šrafování slouží jen jako stínování tmavého pozadí (plochy štočku) a červených polí šachování orlice.

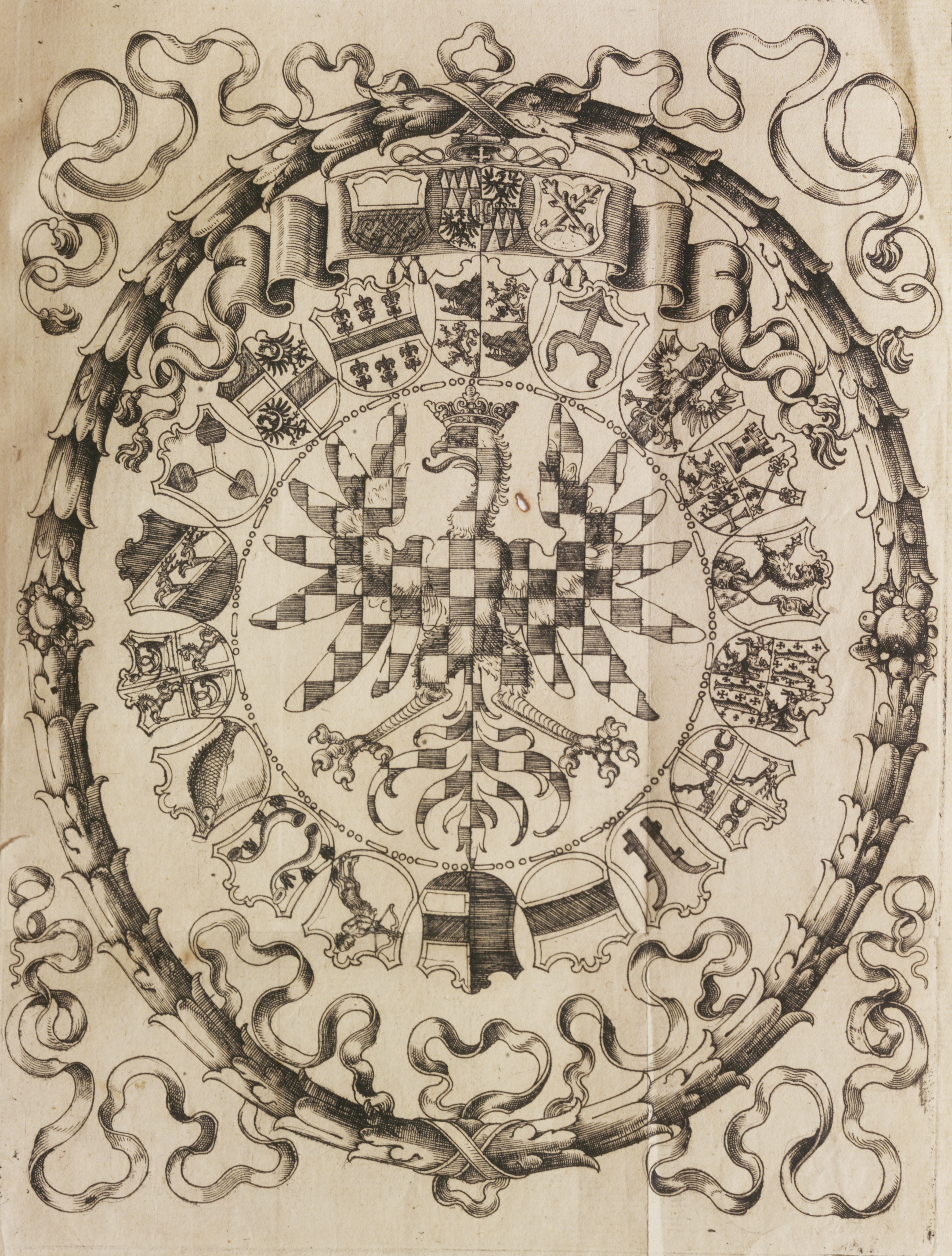
Znak Moravy ve zřízení zemském Markrabství moravského z roku 1604

Zemské zřízení z roku 1604, které bylo vytištěno v Olomouci tiskařem Jiříkem Handlem, který již předtím v letech 1598–1604 vytiskl několik sněmovních tisků, v čemž pokračoval i v letech 1605–1608, je nejen nejrozsáhlejším, ale je zároveň graficky nejzdařilejším tiskem. V základním tisku moravské zemské zřízení z roku 1604 znak Moravy neobsahuje. Moravská orlice byla vevázána jen do dvou ze 46 známých exemplářů. Jejich součástí je celostránkový dřevořez s erbem nejvyššího písaře Markrabství moravského Viléma Zoubka ze Zdětína, nad nímž je heslo: „Má naděje jest v Bohu na nebi, kterážto mne nezmejlí nikoli“. Druhým celostránkovým dřevořezem, který se nachází v závěru tisku, je erb místodržícího nejvyššího písařství Markrabství moravského Jana Žalkovského z Žalkovic, nad nímž je heslo: „Nemůž se to změniti, co Pán Bůh chce míti“.
Zemský sněm a zemský soud byly v předbělohorském období velice důležitými institucemi stavovské monarchie. Zemské soudnice a sněmovní sály odrážely jejich velký význam. Moravské panské rody z 2. poloviny 15. století (doby Ctibora Tovačovského z Cimburka) mají svoji erbovní galerii na hradě Buchlově. Jejich erby však nevyjadřují jen obsazení zemského soudu, nýbrž hlavně význam panských rodů v dobových moravských stavovských strukturách. Nové soudnice Markrabství moravského, jež vznikly v dominikánských klášterech v Brně (postavena v letech 1582–1585) a v Olomouci (postavena v roce 1572), měly heraldickou výzdobu také.
Z předbělohorského období se zachovaly tři heraldické soubory s erby zemských úředníků a soudců. Prvním je erbovní galerie, která je v dnešní brněnské radnici, druhým jsou zemští soudci a jejich erby v Zrcadle slavného Markrabství moravského Bartoloměje Paprockého z Hlohol a Paprocké Vůle a třetím je mědiryt zasedání zemského soudu z roku 1604 (mědiryt moravské orlice s erby 21 úředníků a přísedících zemského soudu), který se nachází v některých exemplářích.
Rytině, již většina dochovaných tisků neobsahuje, vládne znak Moravy v perlovci, kolem něhož je 18 erbů, další tři jsou samostatně na ozdobné stuze nacházející se v horní části výjevu. Jedná se o jedinečnou ikonografickou památku moravského zemského práva.
Rok poté, co byla Ferdinandem II. kodifikace českého zemského práva vydána pro Čechy (10. května 1627), byla 10. května 1628 kodifikace moravského zemského práva (Obnovené zřízení zemské) vydána i pro Moravu. Obě zemská zřízení byla českým králem a markrabím moravským Ferdinandem II. vydána bez souhlasu sněmu z panovníkovy pravomoci, a to na základě Ferdinandova předchozího vítězství nad proti němu povstalými stavy a teorie o propadlých právech.

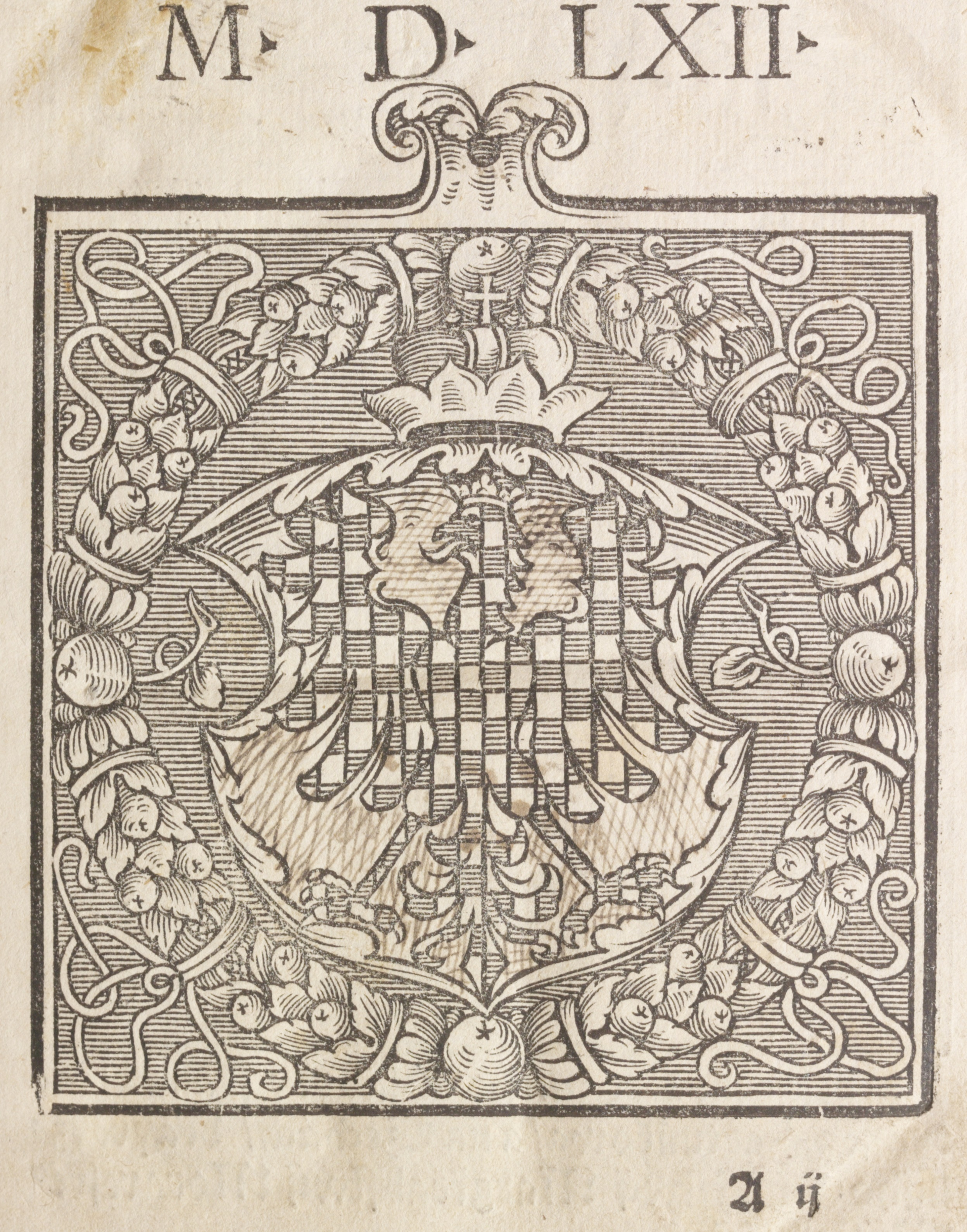
Znak Moravy ve zřízení zemském Markrabství moravského z roku 1562.
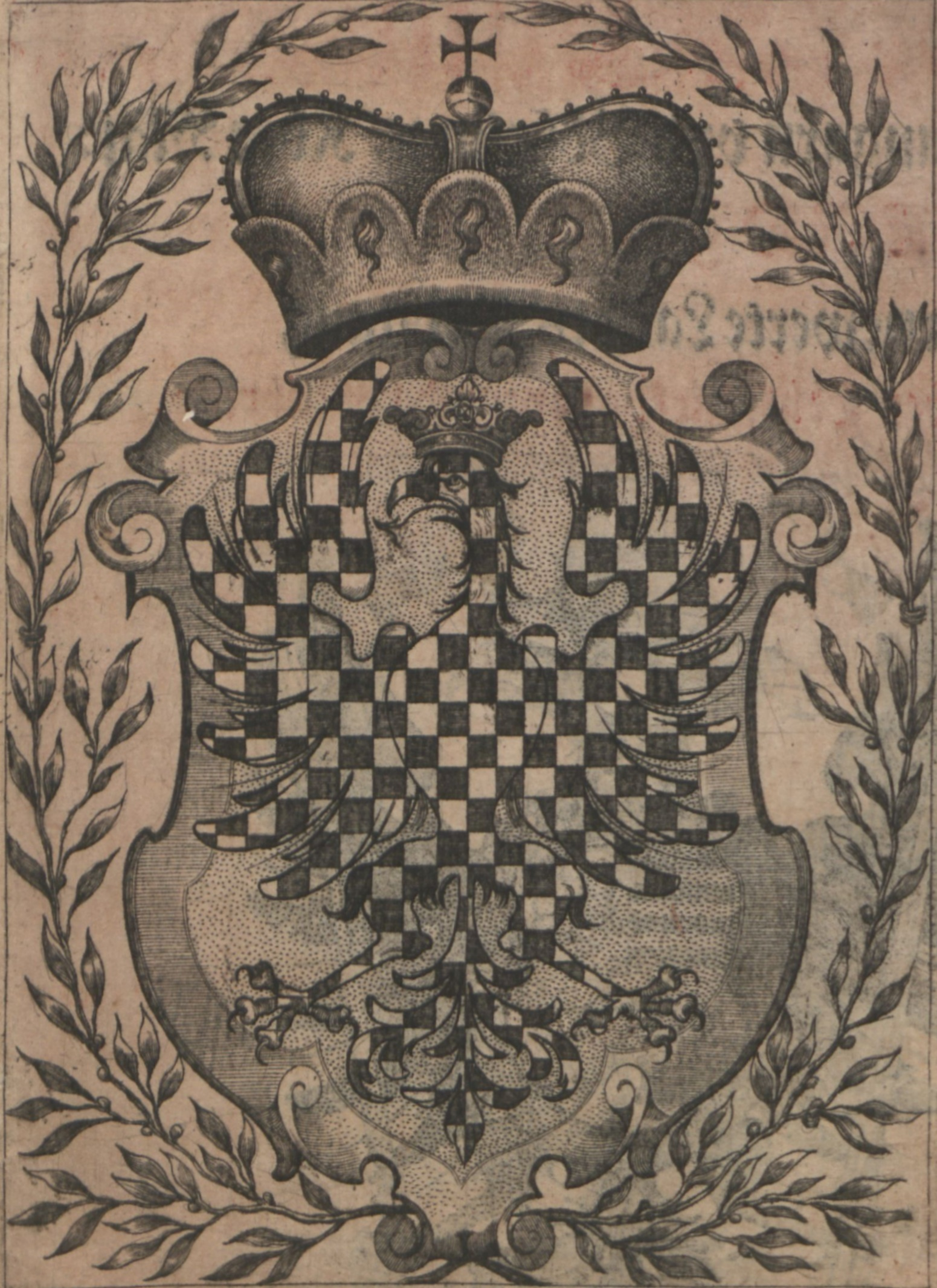
Znak Moravy v Obnoveném zřízení zemském Markrabství moravského z roku 1628.

## 18. století

### Stavovská a sněmovní pečeť moravských stavů
Vzhled prvních moravských stavovských pečetí zhotovených až na konci 16. a na začátku 17. století není znám. Měly jimi být pečetěny pouze pověřující listiny velitelů zemské branné hotovosti.
Krátce poté, co byla v roce 1595 zhotovena, 23. června 1596 požádal císař, moravský markrabě Rudolf II. (1576–1608), olomouckého biskupa Stanislava Pavlovského o vysvětlení, z jakého důvodu byla zemská pečeť stavy pořízena a co jí pečetí. Zároveň bylo nařízeno neprodlené odeslání bez Rudolfova povolení zhotovených pečetí do císařovy pražské kanceláře. Protože po první výzvě se tak nestalo, Rudolf II. zemského hejtmana, jímž byl tehdy Jáchym Haugvic z Biskupic, o okamžité odeslání dvou bez povolení zhotovených zemských pečetí na Pražský hrad znovu žádal 6. června 1601. Místopísaři markrabství moravského to následně nařídil 17. září 1601. Namísto toho ale byly tyto zemské pečeti usnesením moravského sněmu v roce 1601 zničeny. Markraběcí žádost je jasným dokladem skutečnosti, že jediným právoplatným majitelem moravského zemského znaku byl moravský markrabě. Možnost užití zemského znaku na zemské pečeti byla dle všech principů heraldického práva svázána s povolením markraběte.
Další pečeť byla zhotovena někdy mezi roky 1608 až 1610. Dochoval se zápis, jímž se zemskému hejtmanu ukládalo její zhotovení podle velikosti české pečeti a podle obrázku erbu nacházejícího se na erbovní listině Fridricha III. Tato zemská pečeť (pečeť všech čtyř stavů) se měla od roku 1610 používat „k nejpřednějším věcem a s dovolením všech čtyř stavů". Zda se tak stalo se souhlasem moravského markraběte Matyáše II., se neví.

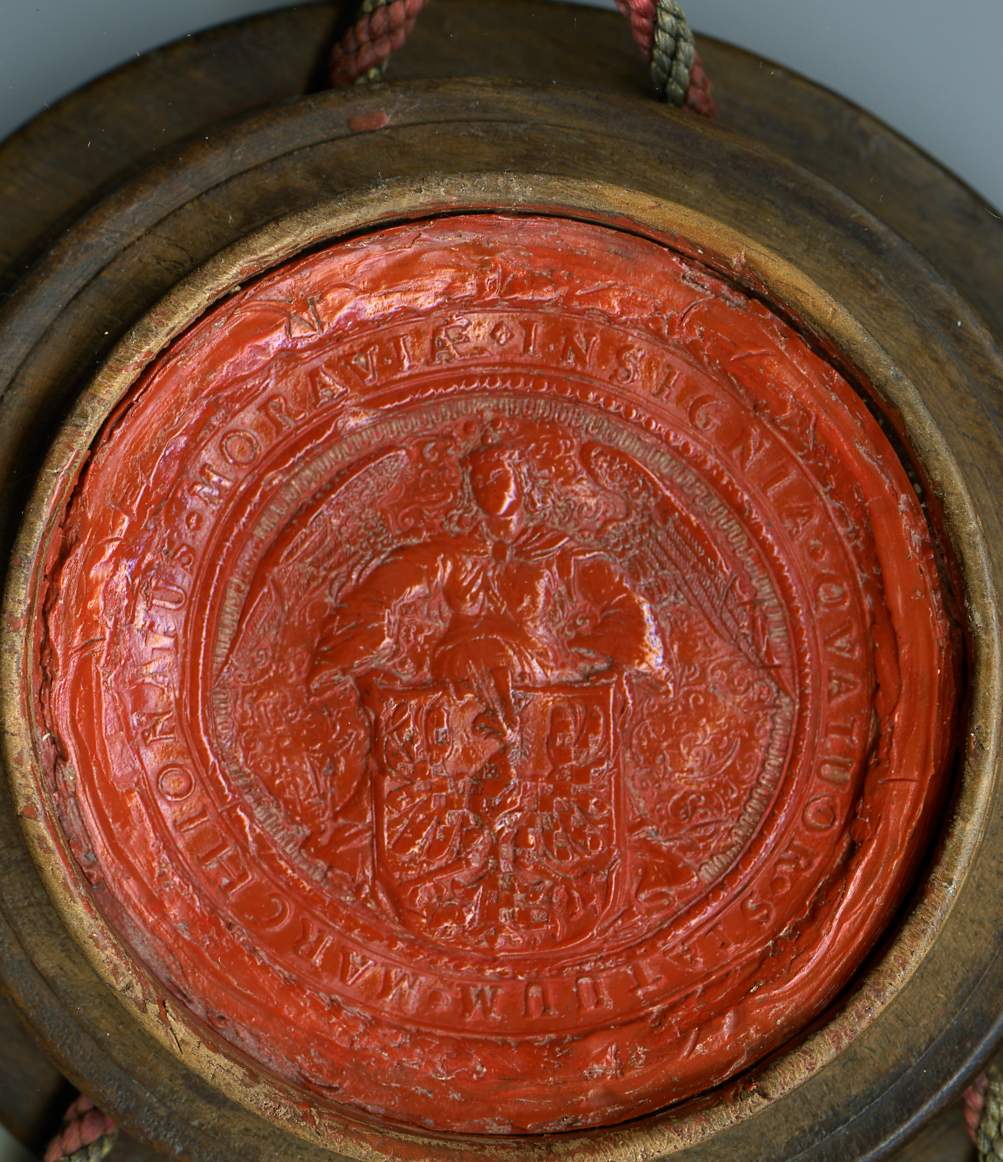
Velká stavovská pečeť čtyř stavů Markrabství moravského přivěšená k listině ze 17. října 1720, jíž moravští stavové uznávají pragmatickou sankci

Stavovské a sněmovní pečeti s figurou podle listiny Fridricha III. jsou pak dochovány až z první poloviny 18. století.
Reskriptem císaře Karla VI. ze 30. září 1720 byly k moravskému zemskému sněmu svolány čtyři stavy Markrabství moravského. K listině v podobě knihy ze 17. října 1720, jíž moravské stavy uznaly pragmatickou sankci, která jim byla přečtena z knihy obsahující ověřené listiny, v důvěře, že je císař zachová při zlaté bule Karla IV. ze 7. dubna 1348, majestátních listinách, jakož i při zemských privilegiích potvrzených císařem Ferdinandem II. 26. června 1628, je přivěšena stavovská pečeť (s latinským opisem s titulaturou k dané symbolice: INSIGNIA.QUATUOR.STATUUM.MARCHIONATUS.MORAVIAE). Uznání pragmatické sankce moravskými stavy byl akt, kterým mohly a především po sto letech od Obnoveného zřízení zemského směly ukázat svoji akční samostatnost vůči jinak všeobjímající císařské autoritě.
Stojící anděl v pečetním poli stavovské pečeti před sebou drží štít se šachovanou korunovanou orlicí vycházející z heraldického znaku Moravského markrabství čili Moravy a figury moravské orlice.
Listina má podobu knihy (20 pergamenových folií), jejíž lepenková vazba je potažena červeným sametem, po jejíchž stranách vycházejí z protilehlých desek ve dvojicích naproti sobě červené a žluté tkanice sloužící k jejímu zavázání. Červená pečeť moravských stavů v dřevěném pouzdře je ke knize připojena červenozlatými šňůrami.
Kompozice znaku šachované orlice v pečetním poli je stejná, jako je tomu na vyobrazení v erbovním listu (listině) Fridricha III., včetně štítonoše – anděla. Pečeť je společně s malou stavovskou pečetí a sněmovní pečetí jediným, velmi pozdním, dokladem použití Fridrichova erbovního listu ke tvorbě úředního znaku.
Tyto pečeti však, jak vyplývá z opisu v pečetním poli, nejsou zemskými pečetěmi. Jde o „Insignie čtyř stavů markrabství moravského“ (velká a malá stavovská pečeť), či o „Pečeť pánů, pánů poslanců moravského markrabství“ – SIGILLUM.DOMINORUM.DOMINORUM.DEPUTATORUM.MARCHIONAT.MORAVIAE (sněmovní pečeť). Jsou to pečeti korporativní – plně dle záměru Fridrichova erbovního listu.
Pečeti moravské zemské správy tento nebo podobný obraz nemají. Všechny nesly císařský znak; viz např. pečeti Moravského královského tribunálu, který byl zřízen v roce 1636 jako nejvyšší zemský vládní orgán, v jehož čele stál moravský zemský hejtman. Použití šachované orlice, položené na hruď císařského orla, bylo povoleno až v době tereziánských reforem.

## 19. století
To, že se moravský znak vyskytoval ve dvojí podobě se na Moravě stalo problémem až v 19. století. Historickým staletí užívaným a oficiálně platným znakem byla stříbrno-červeně šachovaná orlice se zlatou korunou a zbrojí v modrém poli štítu. Listinou ze 7. prosince 1462 povolené používání červeně a zlatě šachované orlice, i když se v praxi neprosadilo, vedlo, jakmile se od konce 18. století začalo dostávat do určitého povědomí představitelů moravské zemské správy, zejména od 30. a 40. let 19. století k jejím stále silnějším snahám o uznání erbovní listiny císařem, který ji ale až do roku 1915 neuznal. Přesto některá z vyjádření vídeňských úřadů vyzněla tak, že se používání červeného a zlatého šachování orlice nebrání. Po celé 19. století tak bylo otázkou, zda má platná, ale oficiálně neúčinná erbovní listina Fridricha III. Habsburského, přednost před historicky užívaným a potvrzeným znakem Moravy.

### Stavovská uniforma
Dopis česko-rakouského kancléře zemskému hejtmanovi z 31. července 1807 avizoval císařův úmysl a zemský hejtman byl žádán o návrh uniformy. Moravským stavům, ale nikoliv Moravě jako zemi, bylo za jejich věrnost v době Napoleonova vpádu, povoleno nošení uniforem „podle zemských barev“. Tyto barvy však nebyly v reskriptu definovány. Dvorní dekret rakouského císaře Františka I. z 23. prosince 1807, v němž je vzhled uniformy popsán, udává červený kabát, bílou vestu, modré výložky, zlaté vyšívání a zlaté nárameníky, na nichž je vyšita orlice s červeno-stříbrným šachováním. Závěsník šavle, tradičně v heraldických barvách, je rovněž bílý a červený. Ve 30. letech 19. století byl ale text i výklad tohoto dekretu moravskými úřady změněn tak, že orlice byla popsána jako červeno-zlatě šachovaná a taková orlice měla být podle nich i v zemském znaku. V oficiálním znaku Rakouského císařství ale stále byla stříbrnočervená orlice. Po celé 19. století se pak moravské zemské orgány na základě erbovní listiny Fridricha III. Habsburského snažily prosadit zlatočervené šachování moravské orlice do oficiálního znaku rakousko-uherské monarchie.

### Antonín Bedřich Mittrowský
Ve dvacátých letech 19. století měl velký vliv na zavádění používání znaku červenozlaté orlice do běžné praxe Antonín Bedřich Mittrowský. Moravské stavy chtěly v době 30. a 40. let 19. století, kdy ve slovanských částech Rakouska sílilo vědomí slovanství, ukázat svoji oddanost habsburské dynastii přihlášením se ke znaku popsanému v erbovní listině Fridricha III. Přitom však v roce 1838, kdy dvorskou kancelář ve Vídni požádaly o potvrzení červenozlaté orlice v modrém poli štítu coby znaku Moravy, neměly fyzicky k dispozici její originál (měly jen opis). Moravský zemský výbor, aniž by počkal na jakékoli stanovisko nadřízených orgánů, současně 22. března 1838 nejvyššímu zemskému písaři zodpovídajícímu za tisk sněmovních usnesení vydal pokyn, aby byla na zadní straně titulního listu sněmovních závěrek použita zlatě a červeně šachovaná orlice v modrém poli. V roce 1841 hrabě Mittrowský Fridrichovu erbovní listinu společně s jinými listinami, jež jím byly kdysi zachráněny před spálením, odevzdal moravskému zemskému výboru, jemuž v letech 1815–1827 jako moravský zemský hejtman předsedal.

### Snaha zemských úřadů o uznání červeně a zlatě šachované orlice

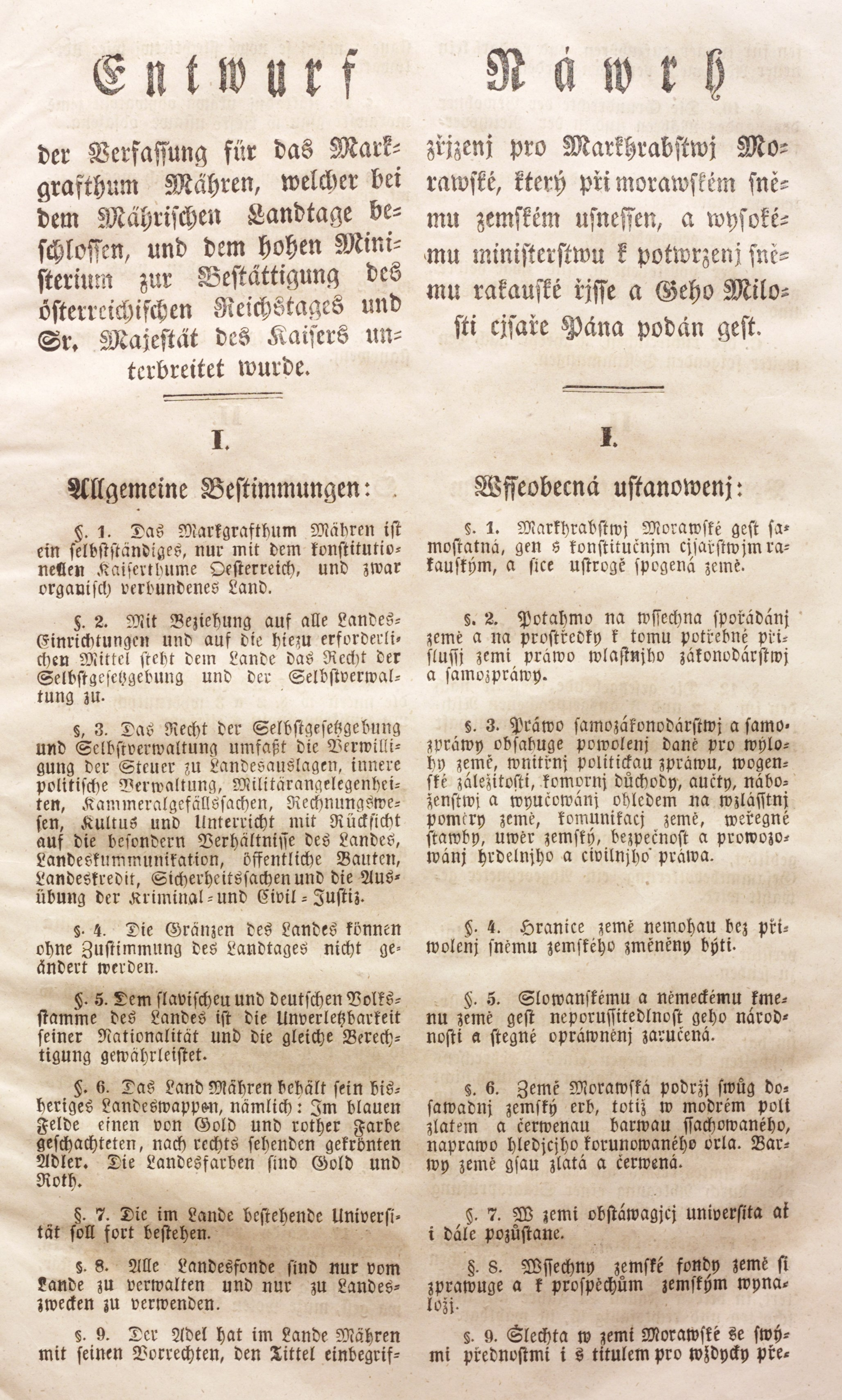
Nerealizovaný návrh zřízení pro Markrabství moravské přijatý na tzv. selském sněmu v září 1848

Na jaře revolučního roku se ke znaku Moravy vyjádřil i Alois Vojtěch Šembera, profesor české řeči a literatury v Olomouci, v Brně, od konce roku 1849 působící ve Vídni: „Došly nás dotazy, jaké jsou vlastně politické barvy Moravské, zdali bílá (stříbrná) a červená, neb žlutá (zlatá) a červená, jelikož mínění o tom jest rozdvojené a při nynějším zřizování obrany národní na tom záleží, by s jistotou se vědělo, jaká kokarda se při ní má zavésti.“, se závěrem, že: „Jest tedy barva politická markrabství Moravského zlato-červeno-modrá, a tou se označiti přísluší obyvatelům země této, buďtež Slované anebo Němci.“. O Šemberově příspěvku později napsal Vincenc Brandl v článku, který byl v roce 1886 otištěn v časopise Obzor pod názvem Zemský erb čili znak markrabství Moravského. Mělo jít o Šemberův: „...článek, v němž dokazovati se jal, že na základě privileje z roku 1462. pravý zemský erb markrabství moravského jest červenožlutá orlice. Poslancové tehdejší názor Šemberův si osvojili a usnesli se při rokování o nové ústavě zemské, která však nikdy v život nevešla, na článku 5. takto znějícím: „Země Moravská podrží dosavádní svůj erb zemský, totiž orlici v pravo hledící v poli modrém a červenozlatě kostkovanou. Zemské barvy jsou zlatá a červená.“.
V září 1848 se pak zemský „selský“ sněm usnesl, že: „... země moravská podrží dosavadní svůj erb zemský, totiž orlici vpravo hledící, v poli modrém a zlatočerveně kostkovanou. Zemské barvy jsou zlatá a červená“. Tento sněm byl v roce 1849 úředně rozpuštěn, ale tento požadavek měl být ministerstvem vnitra v roce 1849 potvrzen, a následně i v roce 1880.
Na rozdílnost názoru na správnou podobu šachování orlice ve znaku Moravy poukazuje článek Vincence Brandla z roku 1886: „Známo jest, že různý panuje názor, jaké barvy na zemském znaku markrabství Moravského vlastně býti mají? V tom se shodují všichni, že zemský ten znak obsahovati má korunovanou, v pravo hledící orlici v modrém poli; v tom však jest různice, mají-li totiž kostky na té orlici býti červené a bílé, či červené a žluté? Vizme, jak takový spor povstati mohl. ...“, pokračuje: „... Nastává otázka, kterak to přišlo, že od několika let se užívá v erbu zemském orlice červenozlatě kostkované? ...“ a uzavírá takto: „Uvážíme-li bedlivě výsledky, jež z uvedených námi údajů historických vyvoditi sluší, zdá se nám, že pravým erbem markrabství moravského jest jedině orlice červenobílá; ... ti, kteří místo bílé barvy žlutou míti chtějí, odvolávají se na něco, co nikdy v platnosť a život nevešlo, jelikož privilej císaře Bedřicha III. z roku 1462 od země moravské uznán nebyl, jinak by již v druhé polovici patnáctého, po celé šestnácté, sedmnácté, osmnácté století až do roku 1811 země místo červenobílé jistě byla užívala červenožluté orlice.“
Moravské zemské úřady používaly ve 2. polovině 19. století červenozlatě šachovanou orlici. Z toho důvodu se na ministerstvo vnitra 27. června 1878 ve věci určení barev v moravském zemském znaku, ačkoli jednání o jejich stanovení, které naposledy probíhalo v roce 1863, stále nebylo ukončeno, opět kvůli jednoznačnému stanovisku obrátil moravský místodržitel. Za zemské barvy byly úřady v emblémech, na praporech, na objektech náležejících zemi považovány žlutá a červená. Pokud spolky veteránů zažádaly o svolení, aby byl na jedné ze stran jejich praporu říšský znak a na druhé zemský znak, byla při povolování praporu za zemský znak považována červenozlatě šachovaná orlice – prapory byly zemským výborem povolovány s poznámkou, že zemským znakem je červeně-zlatě šachovaná orlice v modrém poli. Ministerstvo vnitra tyto jemu kvůli užití říšského znaku na praporech ke schválení zasílané návrhy na konci 19. století vesměs doporučovalo. Udělení praporu Slovanskému gymnáziu v Olomouci, k němuž došlo jen o něco dříve, když jím byla roce 1871 zemská školní rada požádána o povolení užívat v praporu zemský znak – bíločervenou orlici v modrém poli, bylo ministerstvem kultu a vyučování zdůvodněno tím, že za moravskou orlici je považována červeně a stříbrně šachovaná orlice, dokud se bude v této podobě objevovat ve státním znaku: "dass der roth und silbern geschachte Adler als der mährische zu betrachten sei, so lange er in solcher Form im Staatswappen erscheine.".

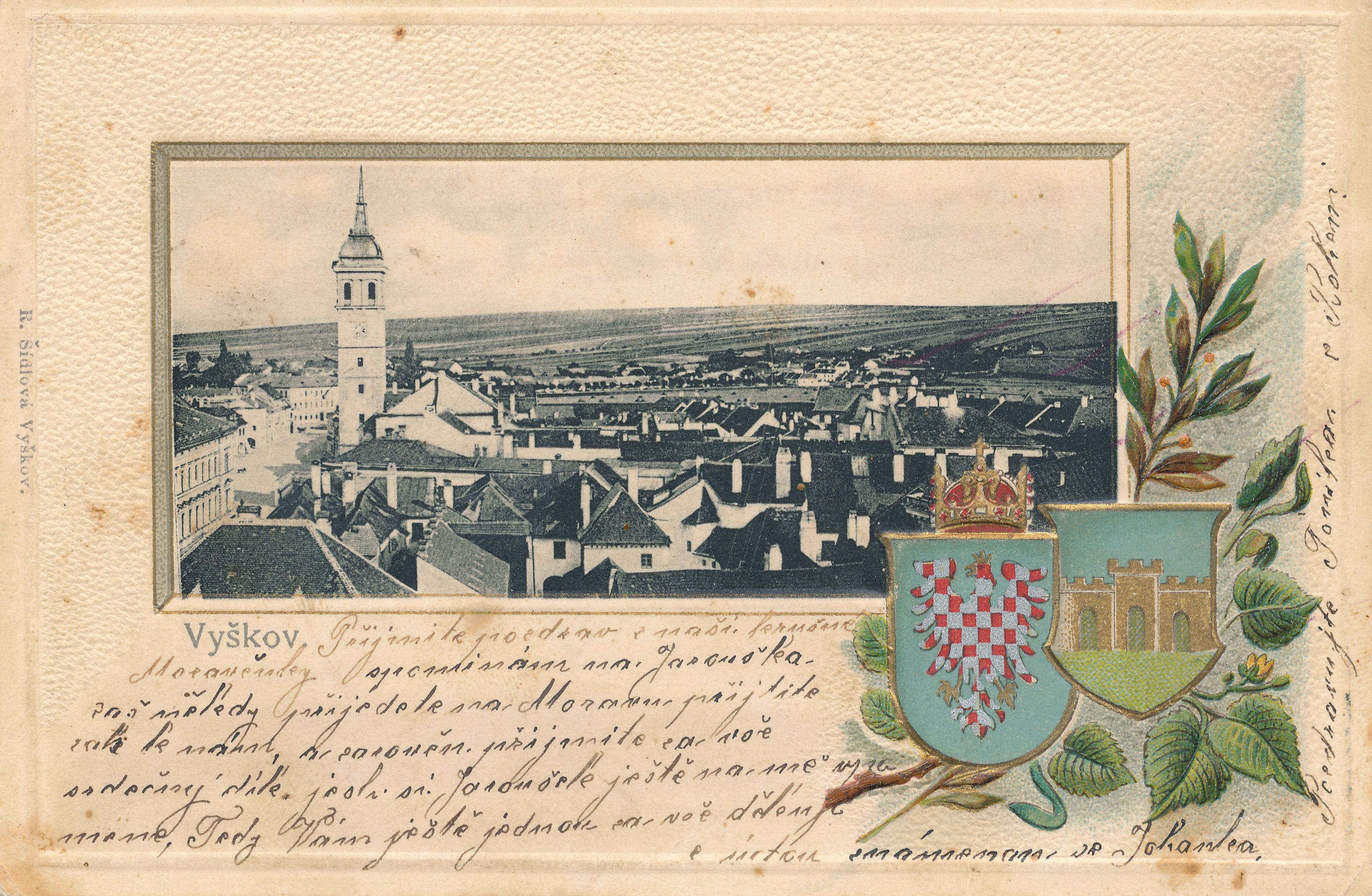
Znak Moravy společně se znakem Vyškova na kolorované pohlednici s panoramatem města. Vydána R. Šídlovou ve Vyškově okolo roku 1900. Ze stejné řady pohlednic pochází plastická pohlednice s panoramatem Vsetína, na níž je opět vidět rozdíl v barevném znázornění městského znaku oproti dnešnímu stavu.

Na konci 70. let 19. století zemská školní rada pro národní školy vydala tablo znaků zemí habsburského mocnářství, v němž byl znak Moravy nakreslen jako červenozlatě šachovaná orlice v modrém poli. Místodržitel Franz Kallina von Urbanow si vydání tabla s tímto znakem vyložil tím způsobem, že jeho požadavkům na změnu barev zemského znaku tím bylo vyhověno. Ministerstvo vnitra proto začátkem 80. let 19. století požádal o zaslání příslušného výnosu. Ministr vnitra Eduard Taaffe mu 25. května 1880 oznámil, že moravský znak ve velkém a středním císařském znaku zůstává nezměněn, Moravě se ovšem povoluje používání znaku, jak je zachycen na tablu pro národní školy, tedy s červenozlatě šachovanou orlicí. Takto upravený znak byl potom nakreslen i v erbovníku Huga Gerharda Ströhla vydaném v roce 1890.
Přes zmíněný souhlas ministerstva vnitra z roku 1880 s užíváním zlaté a červené v zemském znaku zůstávala nadále nevyřízena otázka moravských barev. V mnohých případech byly ministerstvem vnitra a ministerstvem kultu a vyučování s odvoláním na oficiální říšský znak tolerovány barvy bílá, červená a modrá.
Názor jednotlivých skupin moravského obyvatelstva na správnou podobu moravského znaku přes přesvědčující snahu zemských úřadů po dlouhou dobu vycházel z jeho historické paměti. Ta hrála ve prospěch stříbrnočerveně šachované orlice v modrém poli. Nově se ale s touto tradicí v 19. století střetl výklad Fridrichova erbovního listu, který využíval v něm obsažený popis znaku zaměňující stříbrná pole šachování moravské orlice za zlatá. Ani na konci 19. století však tento směr uvažování, onen „mrzutý spor“, nutně nemusel odpovídat jen a pouze jazykovému rozdělení Moravanů na českou a německou složku.. Od jeho 2. poloviny však ovlivňoval názor na zemské barvy (odvozené od barev znaku) vzhled používaných vlajek.

## 20. století

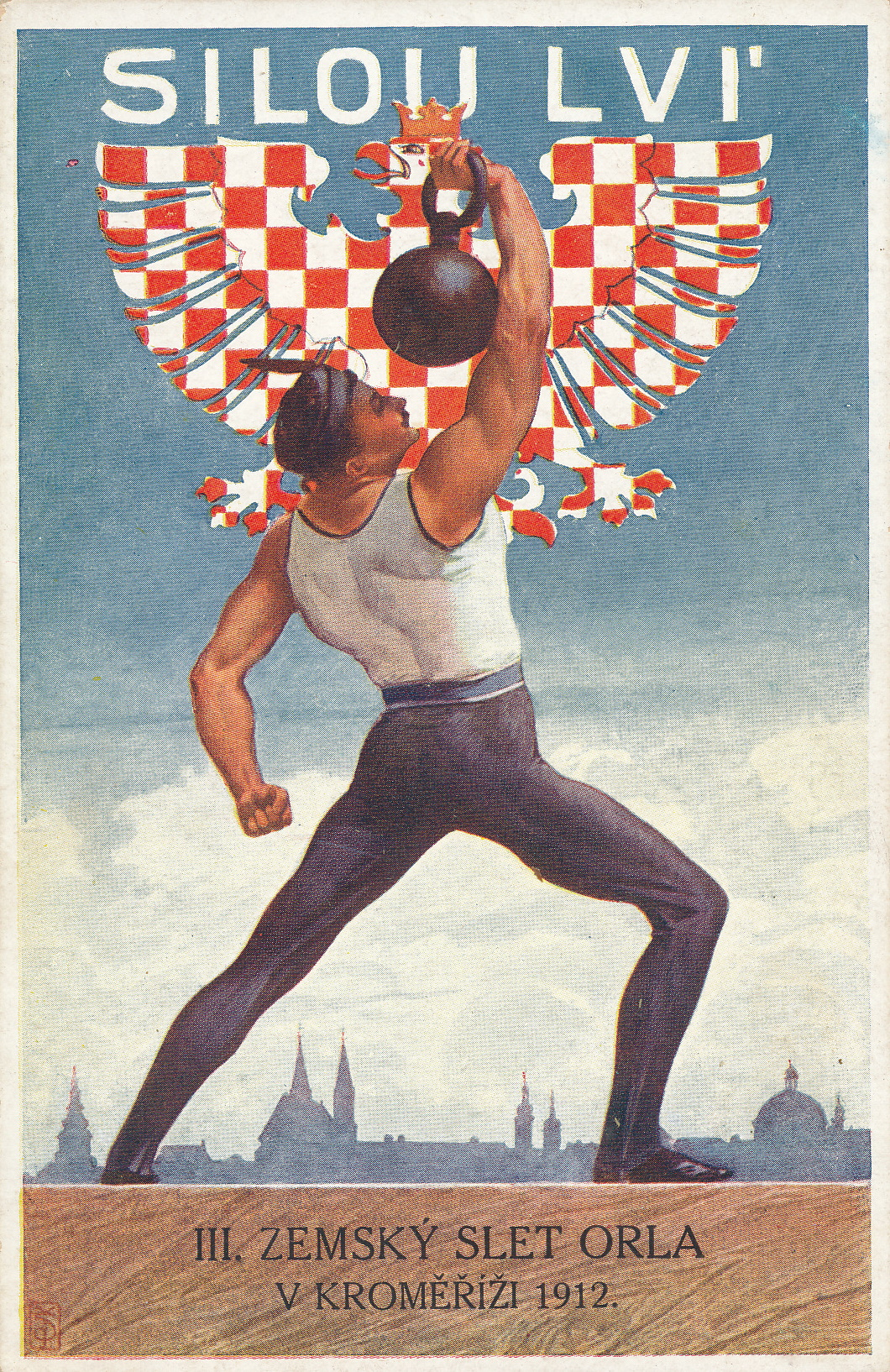
Moravská orlice jako motiv dopisnice vydané u příležitosti III. zemského sletu Orla v Kroměříži v srpnu 1912

Až do roku 1915 se ve velkém a středním státním znaku používala stříbrnočerveně šachovaná orlice. V roce 1915 bylo šachování orlice představující ve středním znaku znak Moravy změněno na červenozlaté, když byla v říjnu 1915 veřejně oznámena změna rakousko-uherského státního znaku.
A tak teprve v roce 1915 byl pro Rakousko (předtím neúřední pojmenování pro „Království a země na vídeňské říšské radě zastoupené“), nyní název zdůrazňující význam ústřední vlády, stanoven vlastní znak, v němž byl znak Moravy uveden s orlicí červenozlatě šachovanou, přičemž do té doby se v Královstvích a zemích na vídeňské říšské radě zastoupených používal znak pro celé Rakousko-Uhersko, a v Uhrách (Země Koruny svatoštěpánské) se používal uherský znak. Tento znak se pak používal v letech 1915–1918. Za těchto okolností se během války v novinách objevilo i konstatování: „Není proto přípustné tvrzení, že bílá, červená a modrá jsou zemskými barvami moravskými, jako nemohlo býti považováno v roce 1848 za „demonstraci“, když se objevily poprvé na domech brněnských a olomouckých prapory v barvách zlatočervených.“

### Československá republika

Střední znak Československé republiky (1920–1938) a Česko-Slovenské republiky (1938–1939)

Po vzniku ČSR se do znaku Moravy, který se stal součástí státních symbolů Československé republiky, vrátila stříbrná barva. Od roku 1918 je tak šachování orlice ve znaku Moravy opět závazně stříbrno-červené. Tuto skutečnost potvrdil zákon č. 252/1920 Sb., a v době nedávné při vzniku České republiky zákon č. 3/1993 Sb., ve smyslu Ústavy České republiky, v němž se jasně píše o Čechách, Moravě a Slezsku.
Na základě zákona o organizaci politické správy vyhlášeného pod číslem 125/1927 Sb. vznikla spojením Moravy a k Československu náležející části Slezska země Moravskoslezská. V českých zemích tento organizační zákon vstoupil v platnost 1. prosince 1928, a jeho zavedení se stalo důvodem pro částečnou úpravu symboliky uvnitř státu. Země Moravskoslezská v květnu 1930 dostala znakovou úpravu mající podobu aliančního spojení zemských znaků Moravy a Slezska, jež se začala používat na hlavičkovém papíru a na razítcích presidia Zemského úřadu v Brně.
V době pomnichovské republiky od 1. října 1938 do 14. března 1939 přetrvávaly státní symboly ČSR (střední státní znak a státní vlajka). Z jejího území zbyly jen části dvou hlavních zemí, Čech a Moravy a malá část Těšínska. Zbytek území Československa okleštěného Mnichovskou dohodou z 30. října 1938 byl nacistickým Německem okupován 15. března 1939.

### Protektorát Čechy a Morava
Ztráta státoprávní, národní, politické a hospodářské samostatnosti se projevila i ve změně státních symbolů. Protektorátní symbolika byla zavedena až vládním nařízením novelizujícím zákon o státních symbolech z roku 1920. Vládní nařízení vstoupilo v platnost 6. října 1939. Předtím, od 16. března 1939 do 6. října 1939, byly v Protektorátu Čechy a Morava užívány státní symboly tzv. pomnichovské republiky. Československá exilová vláda v Londýně v letech 1939–1945 využívala státní symboly ČSR.
Změnu a přizpůsobení státní symboliky novým poměrům během prvního půlroku řešily stejné instituce jako v době Československa. Rozdíl byl v tom, že byly pod přímým dohledem říšského protektora Konstantina von Neuratha, nejvyššího normotvůrce a přímého zástupce Adolfa Hitlera.
Porada o stanovení osnovy k vládnímu nařízení o změně znakového zákona č. 252/Sb. z 30. března 1920 proběhla v prezídiu ministerské rady již 17. března 1939. Bylo dohodnuto znění dokumentu, který v několika variantách řešil pouze změnu státního znaku. Říšský protektor 12. července 1939 dopisem státnímu prezidentu Emilu Háchovi projevil netrpělivost nad změnou státních symbolů. Emil Hácha záležitost k vyřízení postoupil předsedovi protektorátní vlády Aloisovi Eliášovi.
Nové znění vládního nařízení o změně státních symbolů bylo ministerstvem vnitra vypracováno 12. srpna. Jeho základem byl menší znak, který měl být v podobě prozatímního znaku z roku 1919 od Jaroslava Kursy, a větší znak, jak byl ve třech alternativách popsán dokumentem dohodnutým 17. března. V odůvodnění návrhu bylo, že po záboru území v roce 1938 bylo z velkého státního znaku nutné odstranit znaky Opavska a Ratibořska. Protože zbyla část Těšínska, bylo třeba, aby byl ve větším znaku přítomen znak Těšínska nebo znak Slezska (jako znak nadřazený všem slezským knížectvím). Červená, bílá a modrá byly ponechány jako národní barvy. Ministerstvo vnitra nechtělo měnit státní vlajku. Zdůvodňovalo to tím, že i po odtržení Slovenska bylo modrým klínem symbolizováno modré pole znaku Moravy. Při vynechání modré barvy by hrozila záměna s vlajkou Polska. Návrh byl dán členům vlády k vyjádření 23. srpna, kdy také bylo ministrem sociální a zdravotní správy Vladislavem Klumparem navrženo, aby se užíval jen malý státní znak, který by měl podobu českého lva s hrudním štítkem – se znakem Moravy.

Větší znak Protektorátu Čechy a Morava

1. září 1939 proběhla mezi ministry a zástupci Národního souručenství porada, na níž byly dohodnuty základní teze, z nichž se mělo vycházet: 1) požadavek stanovení jedné formy státního znaku, kde základ by tvořil český lev, k němu by byla připojena moravská orlice, 2) státní vlajka řešena jako trikolora, protože její stávající podoba německým fašistům příliš připomínala předmnichovskou ČSR. Kombinace znaku s říšským znakem se neměla zmiňovat. Na další poradu dalšího dne měli být přizváni odborníci Cyril Bouda (jeho znalostí využívalo ministerstvo financí pro tisk bankovek), Karel Schwarzenberg (znalec heraldiky) a Karel Neubert (odborník pro tisk a razítka). Karel Schwarzenberg na této poradě souhlasil s názorem, že návrh českého lva s moravským srdečním štítkem je nevhodný (jednak z historického hlediska – nemělo žádnou předlohu, a také z praktického ohledu – nutné zmenšení znaku na razítcích by způsobilo nezřetelnost obrazu moravské orlice). Pro větší znak současně doporučil formu čtvrceného francouzského štítu s českým lvem v jeho pravém horním a levém dolním poli a moravskou orlicí v levém horním a pravém dolním poli. Jako štítonoši měli znak držet dva lvi. Návrh jím byl odůvodněn jako heraldicky bezvadný, mající i historickou tradici. Za menší znak Karel Schwarzenberg doporučil Kursovu podobu prozatímního znaku z roku 1919. Ještě téhož dne se konala schůze ministrů, která rozhodla, že říšský znak nebude do protektorátního znaku včleněn proto, že v době, kdy byly Čechy v lenním vztahu k říši, to tak také nebylo. Jeden z nejservilnějších záměrů některých členů protektorátní vlády je spatřován v návrhu inspirovaném zřejmě dopisem jakéhosi Žirovnického z Hořic, který jej nakreslil ve svém dopise z 29. srpna 1939, na vyjádření stávajícího státoprávního poměru včleněním hákového kříže do modrého klínu státní vlajky. Ten ale naštěstí nebyl prosazen.
Podle mínění říšského protektora se záležitost již začala neúnosně protahovat, proto 2. září její co nejrychlejší vyřešení urgoval, což bylo patrně motivováno vypuknutím druhé světové války a také blížícím se výročím 28. října, protože nacistické Německo nemělo zájem na tom, aby probíhalo pod státními symboly ČSR, ale s náležitým vyjádřením nového státoprávního vztahu. Urychlení prací na změnách vyústilo u většího znaku 7. září na schůzi prezídia ministerské rady v upuštění od lvů – štítonošů a od hesla. Byly stanoveny dvě formy státního znaku – větší a menší. Z nich měly vycházet státní pečeti. Modrý svislý pruh byl u návrhu státní vlajky položen vodorovně mezi bílý a červený mající šířku po dvou pětinách šířky vlajky. S touto podobou státní vlajky, která se příliš podobala vlajce tzv. Slovenské republiky, říšský protektor, jemuž byl návrh předložen ministerstvem vnitra 11. září, nesouhlasil. Zároveň požadoval předložení definitivního návrhu vlajky do 20. září.
Definitivní návrh předložený ministerstvem měl dvě alternativy vlajky: 1) tři vodorovné pruhy o stejné šíři; horní pruh bílý, střední červený a dolní modrý, a 2) původně zrušený návrh s modrým svislým pruhem u žerdi. Říšský protektor souhlasil se třemi vodorovnými pruhy. Prezídium ministerské rady pak 19. září 1939 obratem schválilo vládní nařízení č. 222/Sb, jímž se měnil zákon č. 252/Sb z 30. března 1920. Slova „státní vlajka, státní znak a státní pečeť“ byla „na přání“ říšského protektora nahrazena slovy „vlajka, znak a pečeť Protektorátu Čechy a Morava", čímž byl zdůrazněn nedůstojný poměr podřízenosti Čech a Moravy ve vztahu k říši a jejich opravdu formální státní samospráva. Vzhledem k tomu nelze protektorátní státní symboly považovat za plnohodnotné symboly státní reprezentace suverénního státu. Kvůli pro okupační správu nevhodné reminiscenci na předmnichovskou republiku nebyla ponechána Kyselova stylizace českého lva a moravské orlice, a byla použita Kursova stylizace, která nebyla tak známa, a proto tolik představitele nacistického Německa nedráždila. Byly pouze změněny detaily na figuře českého lva. Menší znak se měl pro svou jednoduchost užívat k označení úřadů, soudů, ústavů a podniků. Větší znak byl vyhrazen pro nejvyšší vládní činitele, ústřední úřady, nejvyšší soudy a pro protektorátního vyslance u říšské vlády. Protektorátní vlajka se mohla vyvěšovat pouze společně s říšskou vlajkou (na čestném místě – výrazem německé nadvlády i v tomto detailu). Původní státní znaky byly z budov úřadů postupně odstraněny během října. Nahradily je protektorátní znaky, jež byly v platnosti až do května 1945, kdy byly české země osvobozeny spojeneckými armádami.

### Říšská župa Sudety
Říšské župě Sudety byl propůjčen župní znak nařízením ministerstva vnitra ze dne 9. září 1940: „Znak představuje z poloviny polcený a dělený štít. Na znaku je nahoře vpravo v červeném černá orlice se stříbrnou zbrojí (Čechy), nahoře vlevo na stříbře a v černém polcená orlice, vpravo černá s červenou zbrojí a stříbrným půlměsícem (Slezsko), vlevo červeno-stříbrně šachovaná se stříbrnou zbrojí (Morava), dole v červeném stříbrná mříž (Cheb).“ Autorem znaku je Dr. Heribert Sturm. Autorem oficiálně přijaté kresby znaku je Franz Moser z Liberce. Graficky se znak dělí na tři díly (vlevo, vpravo a dole), přičemž jednotlivé části symbolizují, kde sudetští Němci žijí – Čechy, Moravu a Slezsko, Chebsko (protože Chebsko se stalo součástí Čech teprve později, je zastoupeno vlastním symbolem).

Znak Říšské župy Sudety.

### Česká republika

Velký státní znak České republiky (1990–1992)

Znak Moravy je dnes součástí velkého státního znaku České republiky, který popisuje Zákon o státních symbolech České republiky: „Velký státní znak tvoří čtvrcený štít, v jehož prvním a čtvrtém červeném poli je stříbrný dvouocasý lev ve skoku se zlatou korunou a zlatou zbrojí. Ve druhém modrém poli je stříbrno-červeně šachovaná orlice se zlatou korunou a zlatou zbrojí. Ve třetím zlatém poli je černá orlice se stříbrným půlměsícem zakončeným jetelovými trojlístky a uprostřed s křížkem, se zlatou korunou a červenou zbrojí.“

## 21. století

### Znaky krajů
Po svém ustavení získaly nové kraje právo požádat Poslaneckou sněmovnu Parlamentu České republiky o udělení znaku a vlajky. Podvýborem pro heraldiku a vexilologii Poslanecké sněmovny krajům bylo doporučeno, aby ve svých znacích (a vlajkách) zohlednily historickou příslušnost k původním zemím. Českým krajům byl doporučen český lev, Moravskoslezskému kraji slezská orlice, moravským krajům a krajům, jejichž část patří k Moravě, moravská orlice. Za moravskou orlici je v těchto znacích považována stříbrno-červeně šachovaná orlice, která vychází ze starého znaku českého království a ze znaku rakousko-uherské monarchie.
Pokud by tedy chtěla města, městyse a obce, a také další organizace, jež působí v oblastech náležejících k Moravě, připomínat příslušnost k Moravě, jsou současné znaky (a vlajky) Kraje Vysočina, Pardubického kraje, Jihomoravského kraje, Olomouckého kraje, Moravskoslezského kraje a Zlínského kraje právní oporou správného moravského znaku.

Znak Pardubického kraje.
Znak Kraje Vysočina.
Znak Jihomoravského kraje.
Znak Olomouckého kraje.
Znak Moravskoslezského kraje.
Znak Zlínského kraje.

#### Znak Jihomoravského kraje
Ve znaku Jihomoravského kraje jsou orlice dvě. V prvním poli čtvrceného štítu je moravská orlice a ve čtvrtém poli zlato-červeně šachovaná korunovaná orlice se zlatou zbrojí. Tomu odpovídá vlajka kraje, na níž je v horním žerďovém modrém poli čtvrceného listu moravská orlice a v dolním vlajícím modrém poli žluto-červeně šachovaná korunovaná orlice se žlutou zbrojí.

### Moravská orlice ve vexilologii

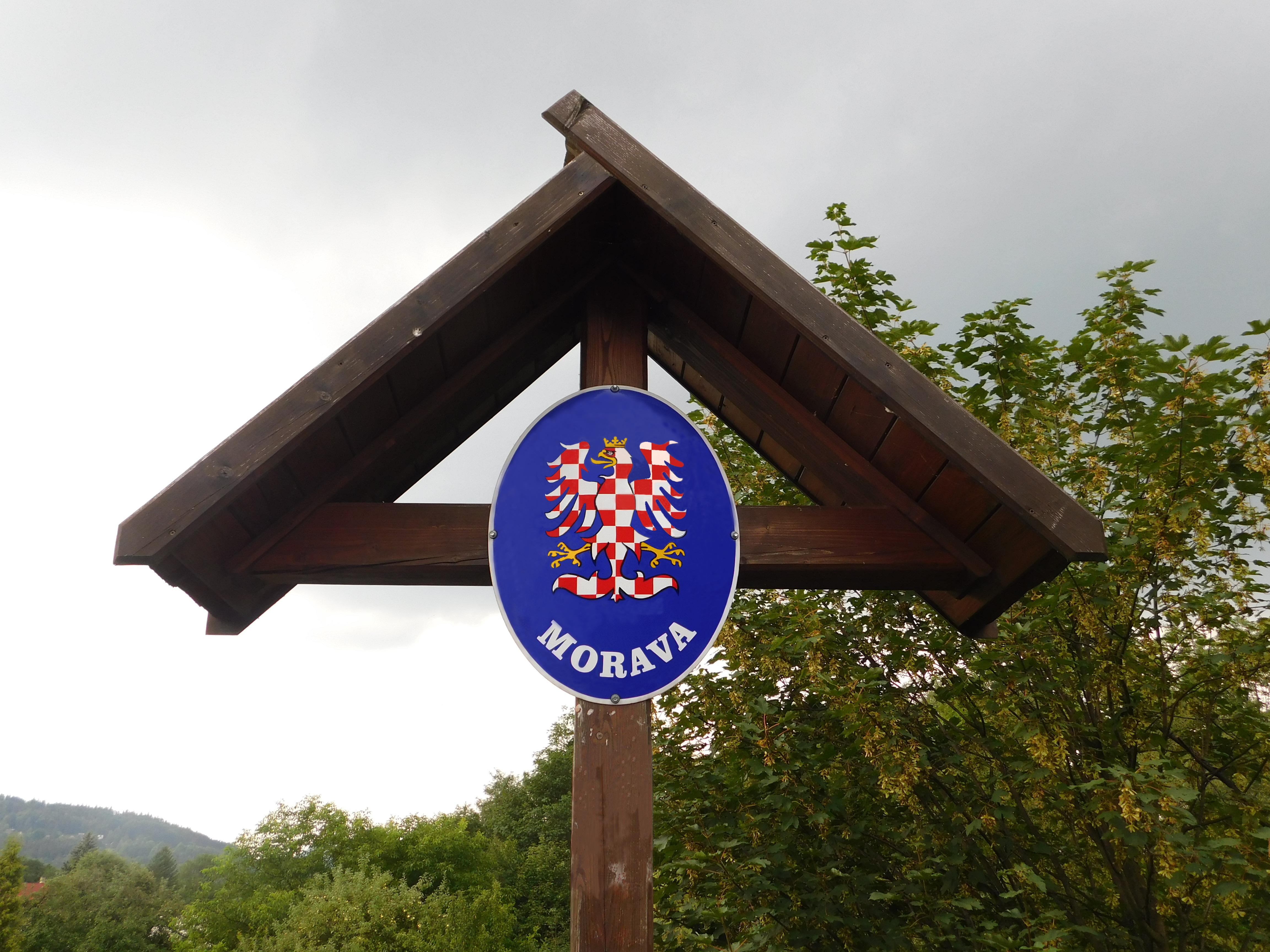
Cedule se znakem Moravy a nápisem Morava v obci Ostravice. Tabule se nachází na mostě přes řeku Ostravici, kde upozorňuje na moravskoslezskou hranici na řece Ostravici

Existuje několik doložených variant moravské vlajky užívaných v historii. Platná heraldická vlajka Moravy má uprostřed modrého vlajkového listu figuru moravské orlice. Pochází z poloviny 13. století a tvoří podstatnou část heraldických krajských vlajek.

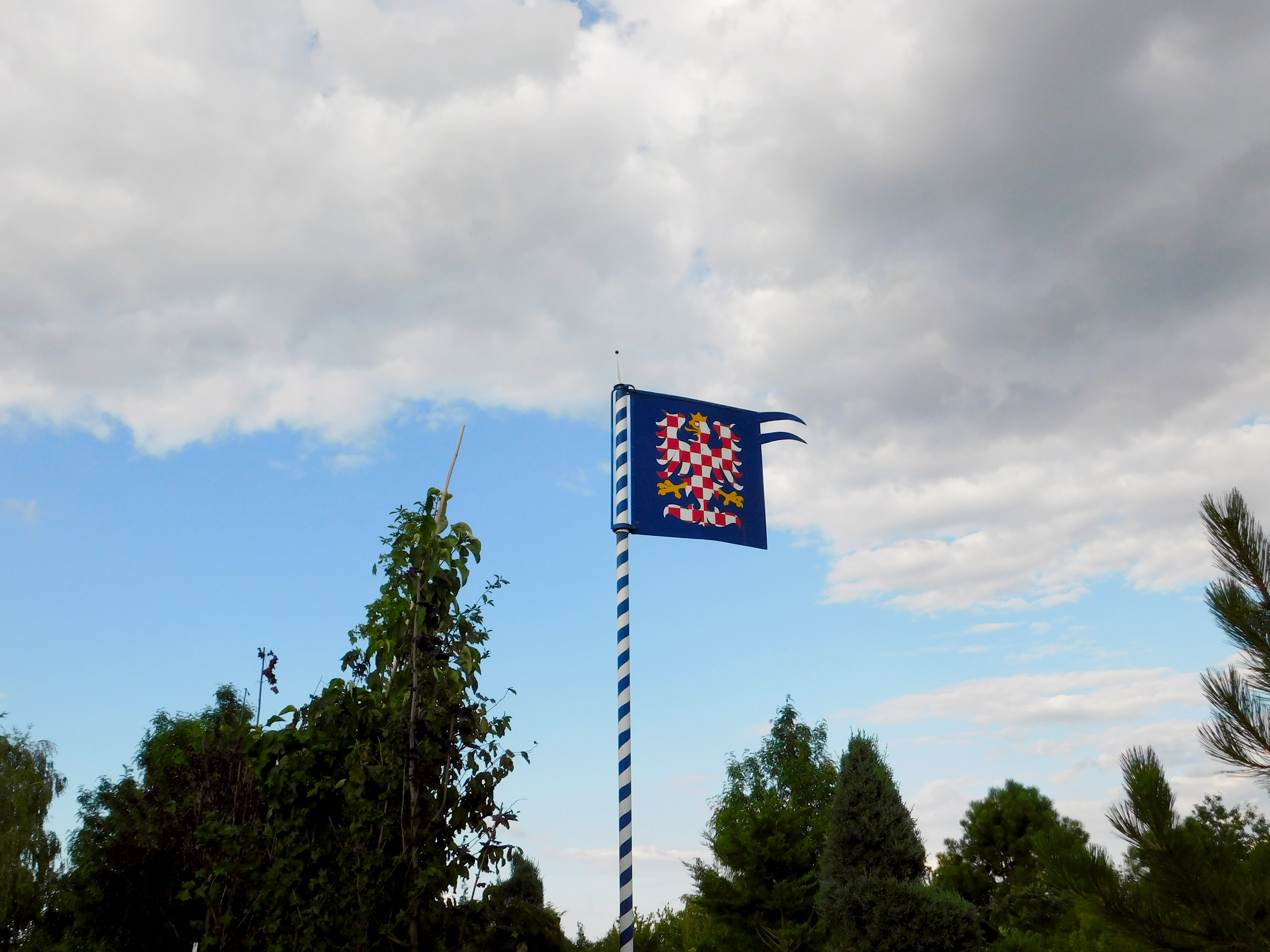
Moravská heraldická vlajka. Prapor s tzv. ocasy.

Český lev, slezská orlice a moravská orlice jsou jednoznačné heraldické a vexilologické figury. Není je proto třeba ještě dále podrobně popisovat.